# Technique IBM à boule
 (février 2019).
 (octobre 2015).
Si vous disposez d'ouvrages ou d'articles de référence ou si vous connaissez des sites web de qualité traitant du thème abordé ici, merci de compléter l'article en donnant les références utiles à sa vérifiabilité et en les liant à la section « Notes et références ».
Les machines à écrire IBM Selectric, lancées en 1961, sont des machines électromécaniques qui ont révolutionné la dactylographie grâce à leur mécanisme de boule pivotante. Contrairement aux machines à écrire traditionnelles, elles utilisent un codage binaire mécanique à six bits pour contrôler la rotation et l'inclinaison de la boule, permettant ainsi la sélection précise des caractères. Ces machines ont introduit une technologie de liaisons mécaniques, appelées whiffletree, pour traduire les commandes binaires en mouvements physiques. 
La Selectric II, sortie plus tard, a amélioré cette technologie en intégrant un clavier codé sur sept bits, capable de produire 96 glyphes, ce qui permettait de dactylographier plusieurs langues, y compris le français et l’hébreu. Cette machine a connu un immense succès, notamment dans les bureaux, en raison de sa fiabilité et de son confort d'utilisation, supprimant les problèmes liés aux barres de frappe. IBM a également développé des versions Selectric pour les systèmes informatiques, appelées les Selectric Composer, qui permettaient de composer des documents avec une qualité proche de l'impression typographique.
Les machines Selectric ont marqué l’histoire en apportant une précision et une ergonomie sans précédent dans le domaine de la dactylographie et ont ouvert la voie à l’informatisation des bureaux dans les décennies suivantes.

## Années 1960, une technologie nouvelle dans la machine à écrire

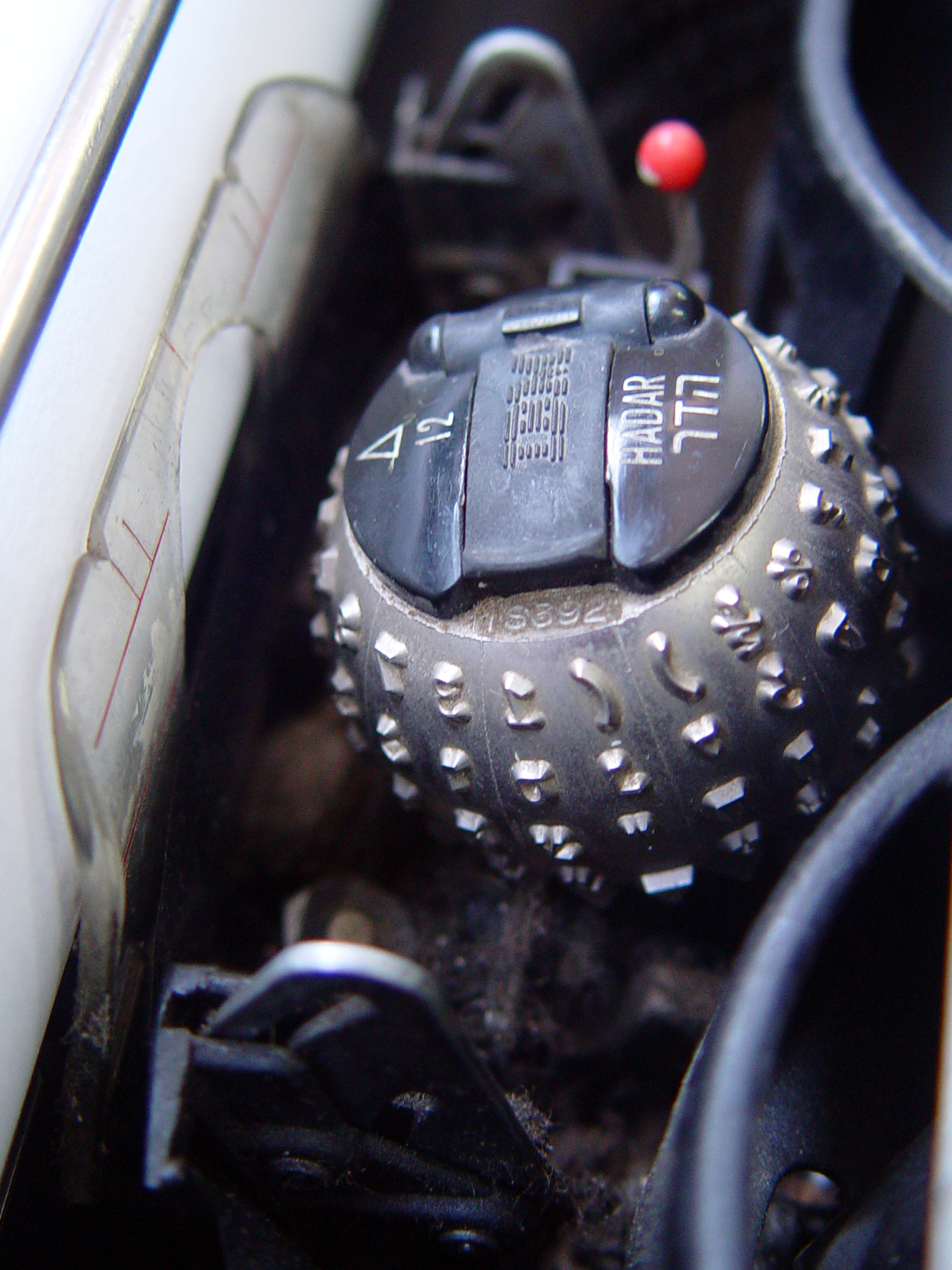
(Image B) Boule ou tête d'écriture dans son mécanisme.

(Image A) La machine à écrire à boule IBM 82 ou Selectric, dans sa version plus moderne.

La technologie de la machine à écrire à boule inventée par IBM (Image A), est mise sur le marché dans les années 1960. Elle se caractérise principalement par l'usage d'une boule qui peut imprimer tous les caractères d'une langue (Image B). La principale innovation de ce système, dans ces années-là, est de pouvoir changer de boule, et donc la police d'écriture, en deux secondes. Par exemple passer d'une police de caractère traditionnelle, par exemple Courier à une écriture qui est du genre manuscrite comme Script.

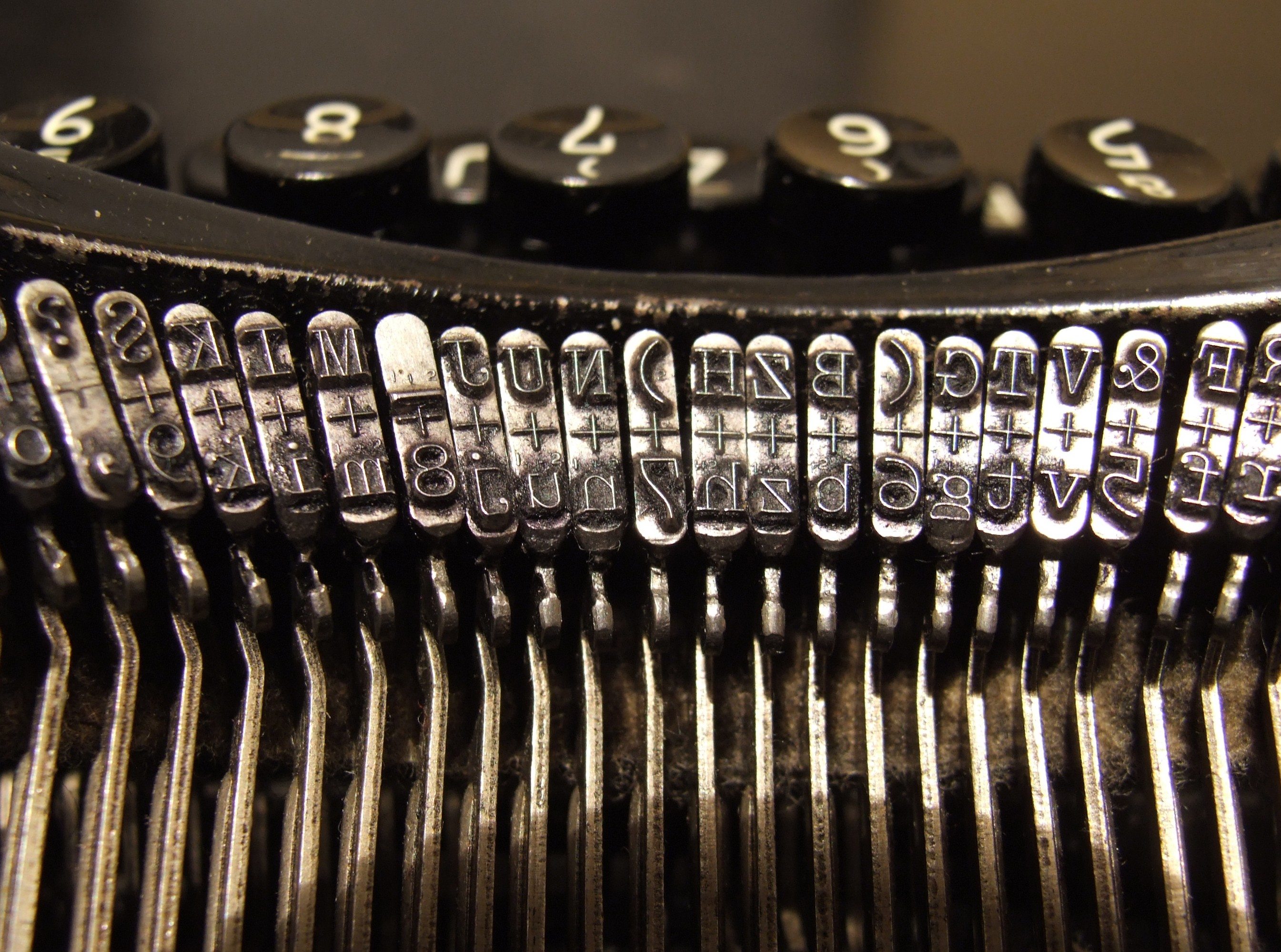
(Image C) Barres à caractères des anciennes machines.

Cette invention fut une grande révolution par rapport aux machines à écrire à barres à caractères (Image C), où la police d'écriture était jusqu'alors figée et définie à l'achat de la machine. Il n'y a plus de chariot qui se déplace de gauche à droite, l'impression se fait sous le capot de la machine; ce qui en fait aussi une impression un peu plus silencieuse qu'avec les machines traditionnelles à barres à caractères. Cela représente aussi une rupture dans le design des machines à écrire.
La technique de commercialisation par un marketing très élaboré et des vendeurs compétents, a été la base de la réussite d'une large diffusion de cette machine à écrire à boule.

### Petite histoire d'inspiration

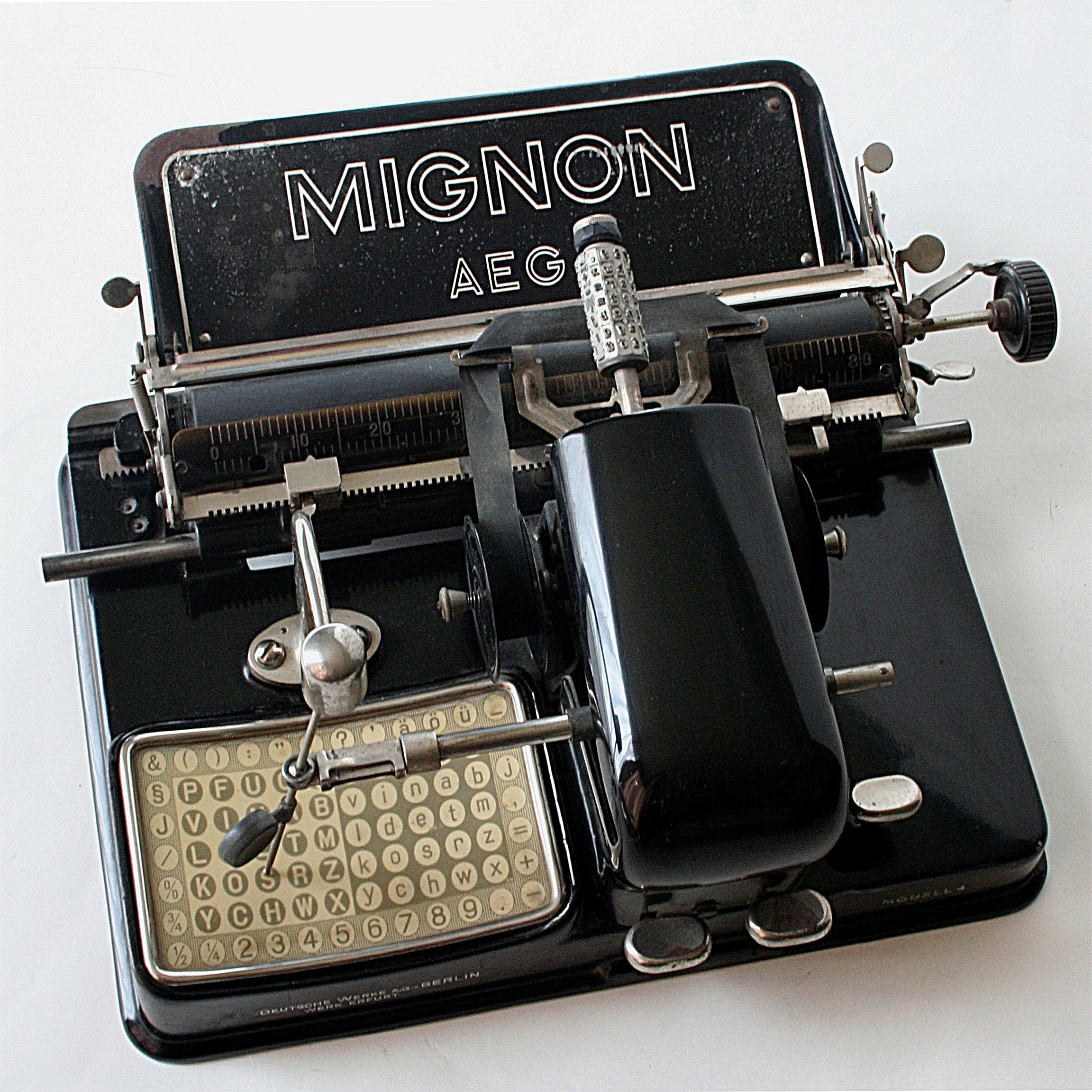
(Image D) L'historique machine à écrire Mignon.

Le principe de la boule sur une machine à écrire, aurait été inspirée par l'antique machine à écrire Mignon. Sur l'image D qui décrit la machine à écrire Mignon, le système était très antique, les caractères à sélectionner étaient affichés sur un tableau des caractères. Le système d'impression se faisait au moyen d'un cylindre avec tous les caractères sur son pourtour. Il est possible de voir qu'avec la machine à écrire à boule, on remarque déjà sur le tableau des caractères, que les capitales sont d'un côté et les minuscules de l'autre.

### Quelques évolutions en images
Ci-dessous, quelques évolutions en image des processus qui ont permis l'écriture. Avant la première machine à barres à caractères, il y a eu des essais d'autres types de mécanique de machines à écrire qui n'ont pas abouti.
Aujourd'hui, les machines à écrire ne sont plus beaucoup utilisées, qu'elles soient à barres à caractères, à boule ou à marguerite, tout se fait sur les ordinateurs, avec des programmes de traitement de texte comme Word ou d'autres programmes.

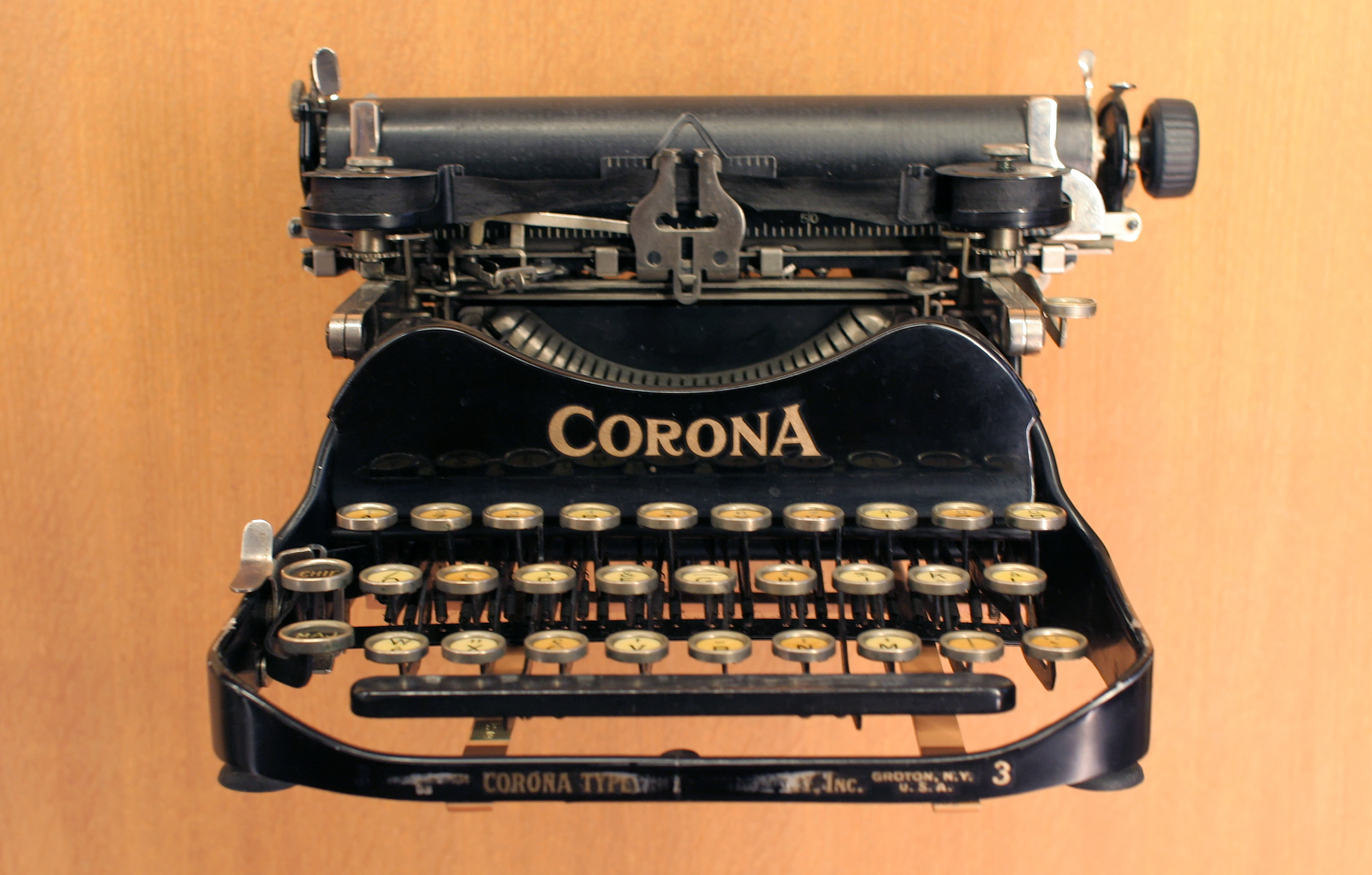
(Ev.1) Antique machine à écrire Corona, à barres à caractères.
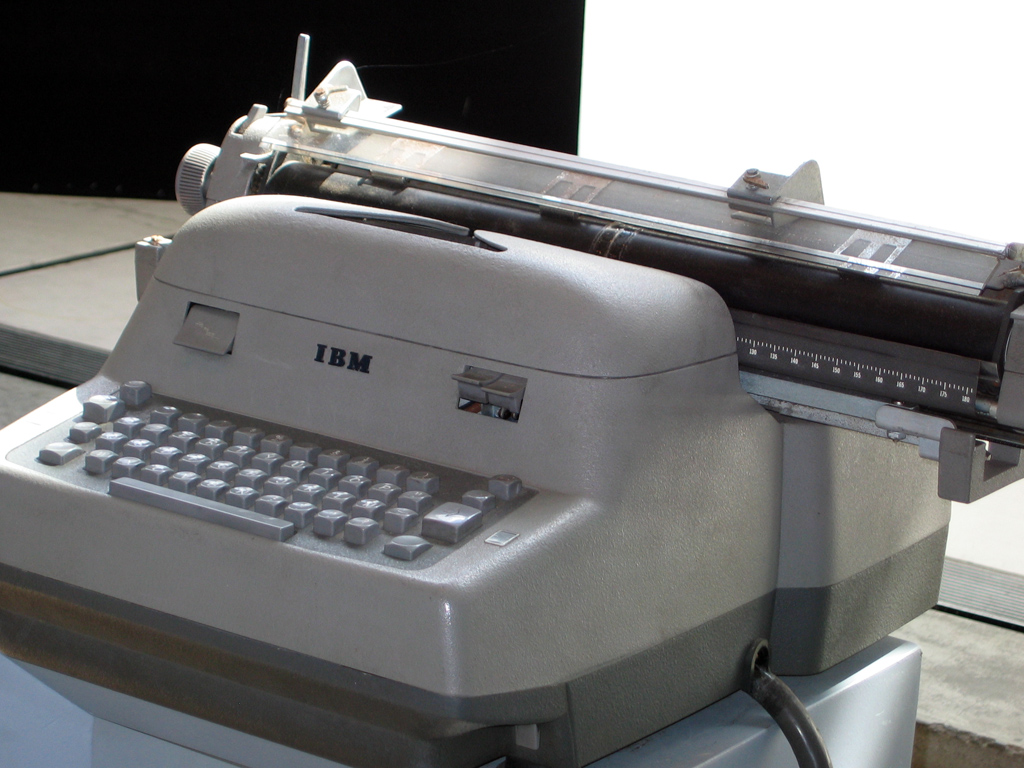
(Ev.2) Machine à écrire IBM, électrique, à barres à caractères.
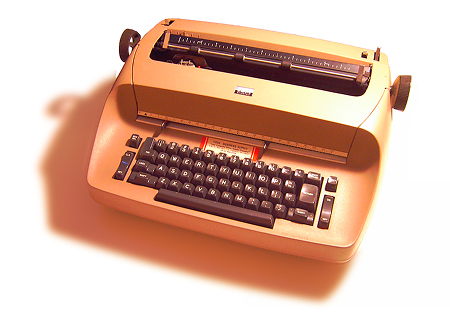
(Ev.3) La machine à écrire IBM, à boule.
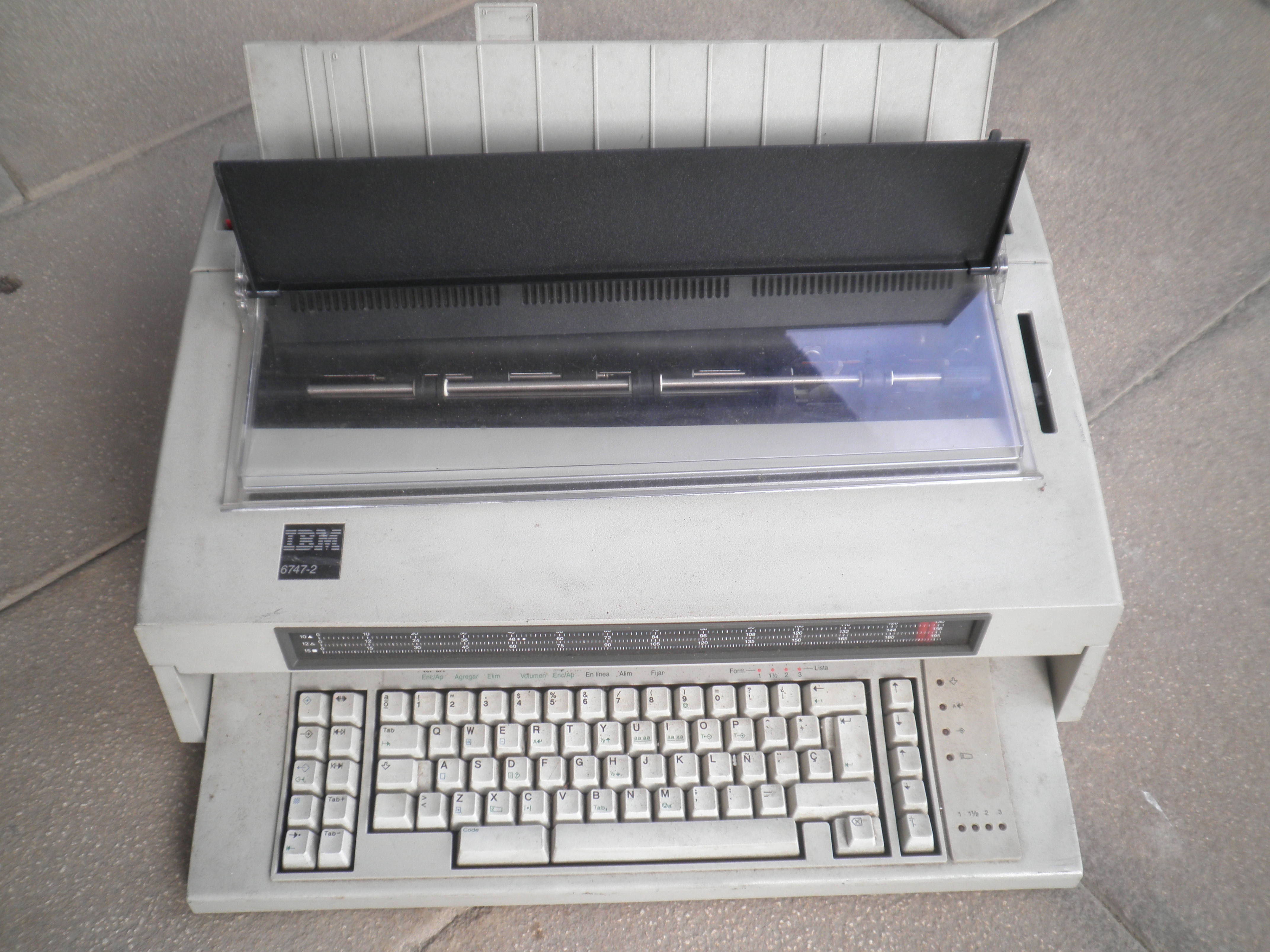
(Ev.4) Machine à écrire électronique, IBM à marguerite.
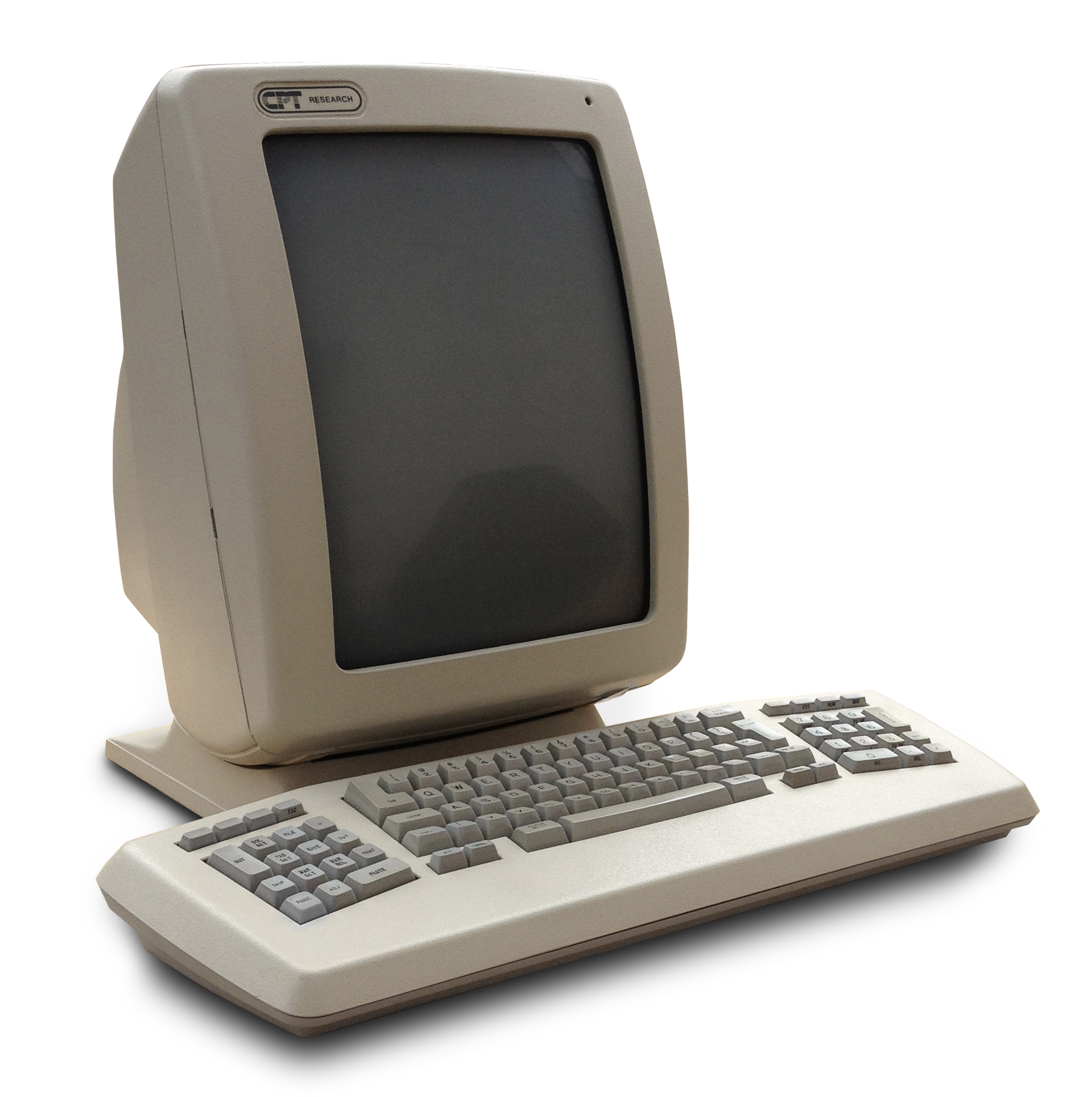
(Ev.5) Système de traitement de texte.
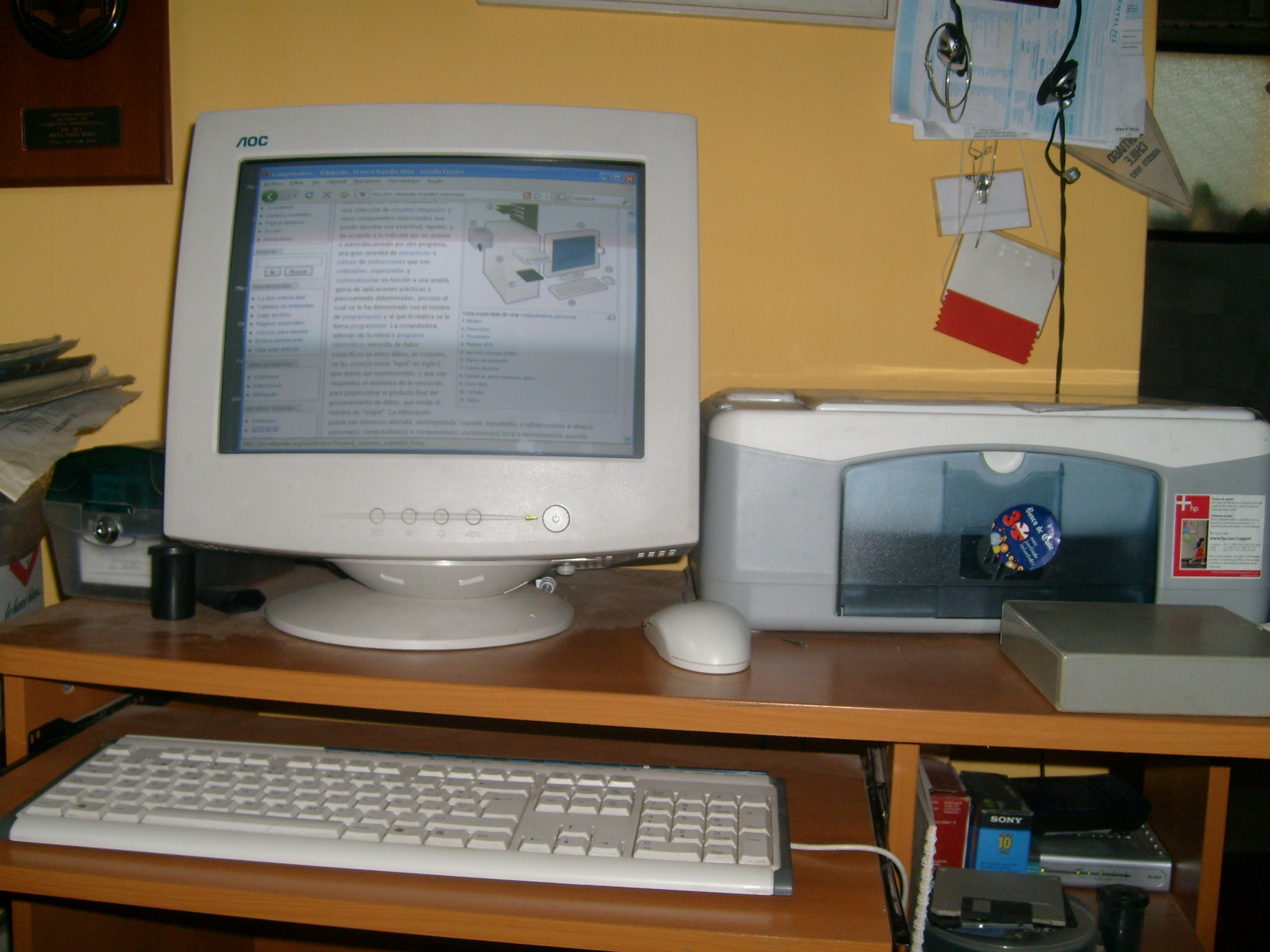
(Ev.6) Ordinateur ou PC (Personal Computer)

### Ultime technologie mécanique de la Bureautique

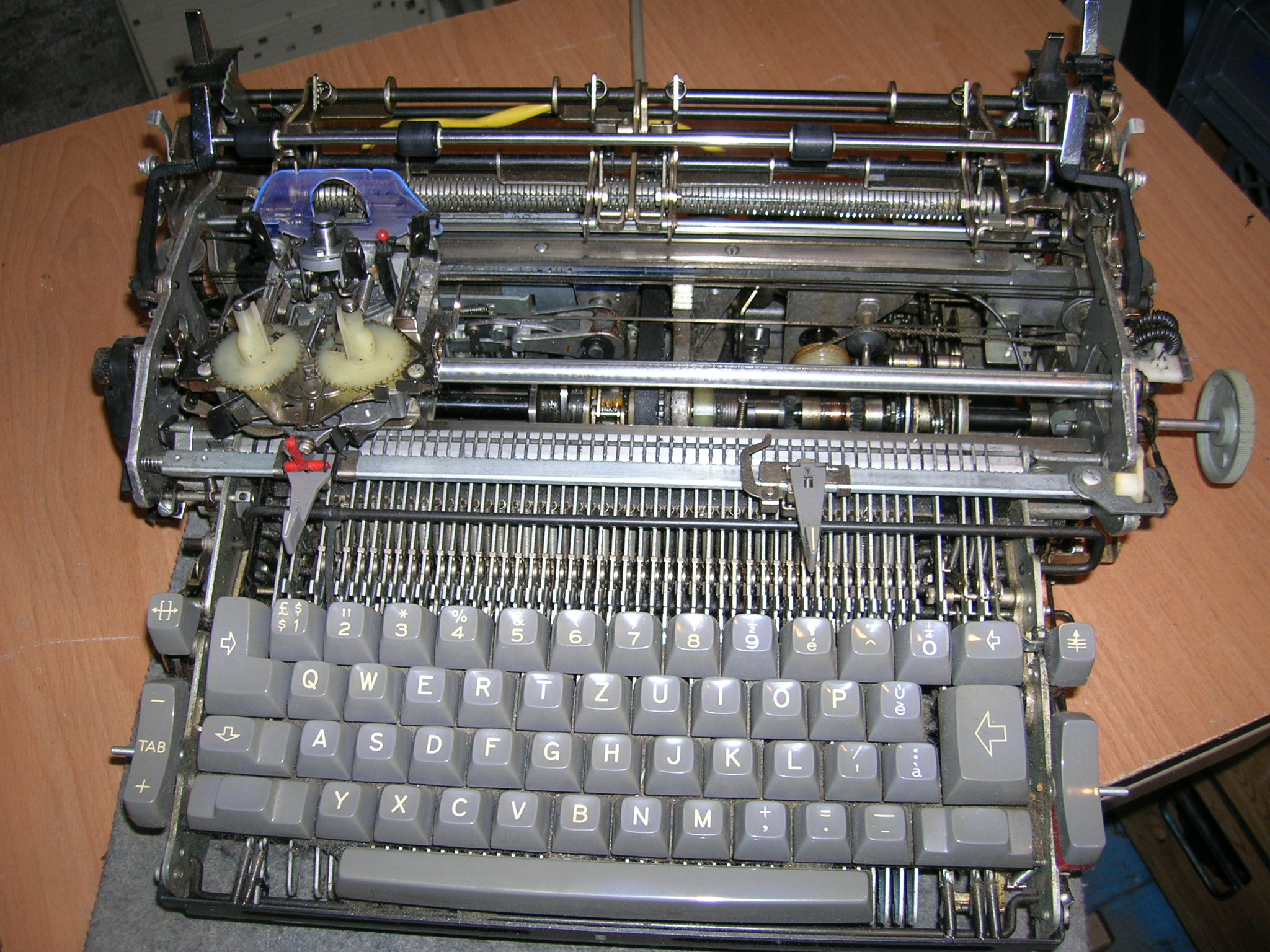
(Image E) Machine sans sa carrosserie, le chariot d'impression est à gauche.

La machine à écrire à boule a certainement été la dernière technologie mécanique dont il y avait quelque chose à voir ou à présenter dans le fonctionnement de la machine. Cette machine était en effet uniquement mécanique, si ce n'est le moteur d'entraînement électrique (comme le montre l'Image E, de ladite machine, sans sa carrosserie). Les systèmes d'écriture de la génération suivante ont été remplacés par l'électronique. Dans un premier temps par des machines à écrire électroniques à impression à marguerite, ensuite par des systèmes de traitement de texte, dans un premier pas aussi à marguerite et ensuite par l'informatique avec ses imprimantes Laser ou Jet d'encre.

## Technique

### Rotation de la boule pour écrire
Pour faire tourner cette boule et faire frapper le bon caractère, il faut donner des informations pour qu'elle s'oriente sur le choix des divers caractères à écrire qui sont sur les 360° de sa circonférence et sur les quatre hauteurs de ses lignes de caractères.

### Code binaire pour la sélection des caractères
De même que pour nos ordinateurs actuels, les choix des caractères de cette machine à boule ne pouvaient recevoir que deux informations, qui se résument par Oui ou par Non et c'est ce que l'on nomme un code binaire, composé de 0 ou de 1. Toutes les informations de nos ordinateurs actuels et celles nécessaires à la position de la boule en rotation (rotate) ou en hauteur (tilt), sont données par une combinaison de « 0 » et de « 1 ». Ci-dessous, un petit exemple de ce que pourrait être un codage d'une combinaison de ce code binaire composé de « oui » ou de « non » pour amener à une sélection de caractères à écrire (cet exemple de codage n'est pas forcément celui de la boule).
| 0000 Donnerait: a | 0001 Donnerait: b | 0010 Donnerait: c | 0011 Donnerait: d | 0100 Donnerait: f | 0101 Donnerait: g   |
| 0111 Donnerait: h | 1000 Donnerait: i | 1001 Donnerait: j | 1010 Donnerait: k | 1011 Donnerait: l | etc. Donnerait: ... |

### Les différents claviers de par le monde

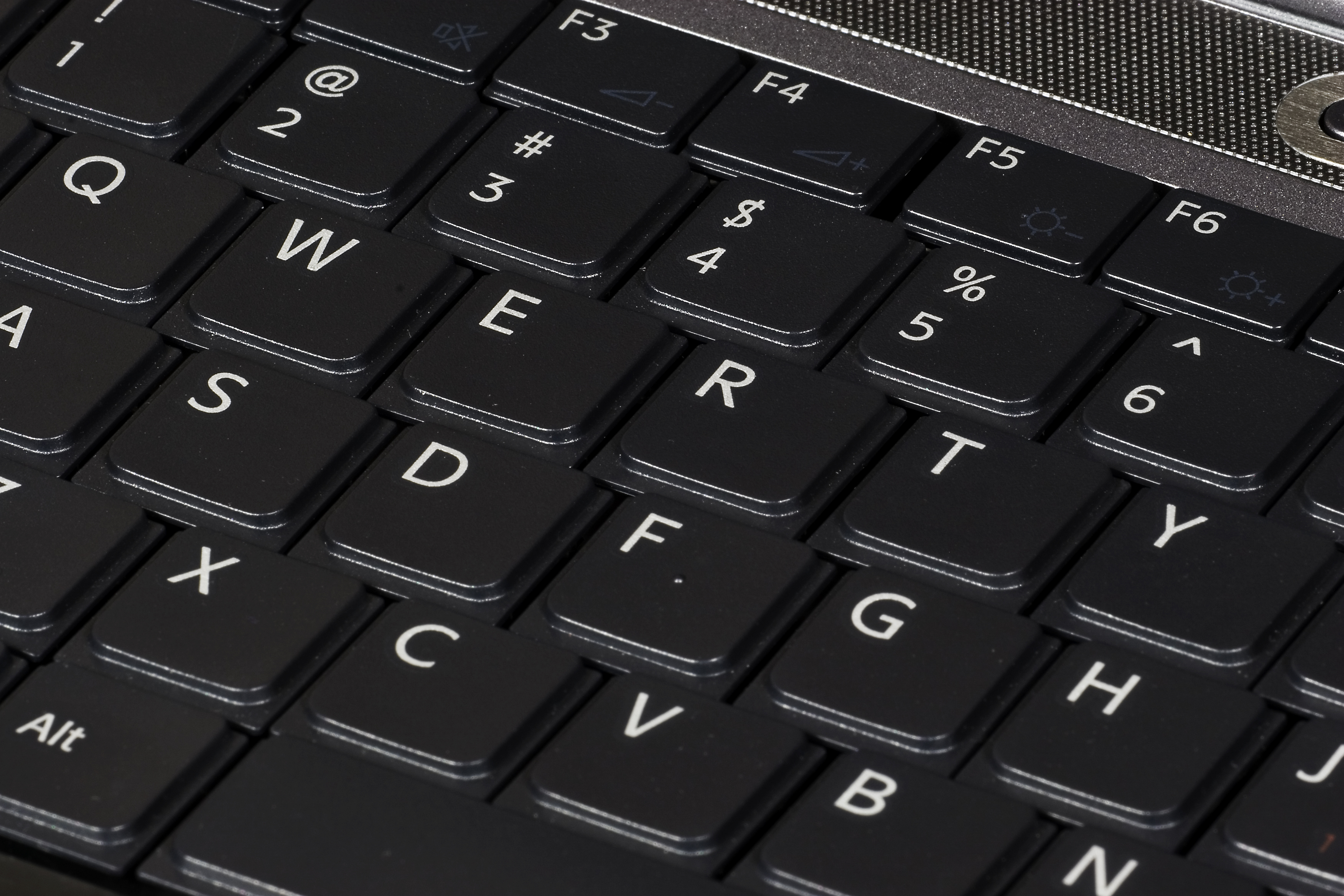
(Image F) Exemple du clavier Qwerty (anglais et américain).

Il y a bien des différentes sortes de clavier de par le monde, le clavier Français (Azerty) qui est assez différent de la plupart des autres, l'anglophone qui est le Qwerty (Image F: exemple du clavier Qwerty), le Suisse français et Suisse allemand (Qwertz), le Turc, etc. Pourtant, pour tous les pays et tous les claviers du monde les boules sont les mêmes, avec les caractères placés au même endroit; alors que sur le clavier, l'emplacement des caractères peuvent être placés à des places totalement différentes. C'est par les différents codages des interposes (expliqué ci-dessous) en relation avec ce processus binaire, que la machine va trouver le caractère correspondant sur la boule.

### Des touches du clavier à la bonne sélection sur la boule
Quand l'on presse une touche du clavier, celle-ci active sous chaque touche une barre verticale appelée interpose (interposer) (Image/schéma 3). Cette interpose est codée différemment, suivant le positionnement que la machine devra activer, pour orienter la boule en circonférence ou en hauteur, afin d'imprimer le caractère correspondant. Le codage de ces interposes est fait au moyen de taquets présents ou pas présents au-dessous de l'interpose, ce qui fait qu'il va presser ou pas sur une des six barres transversales horizontales placées au-dessous, que l'on voit sous les Images 1 et 2. L'information d'activation ou non de ces barres transversales (crosswise bars) vont être transmisses à six tringles de connexion (link) (on en voit surtout cinq sur l'image 2).

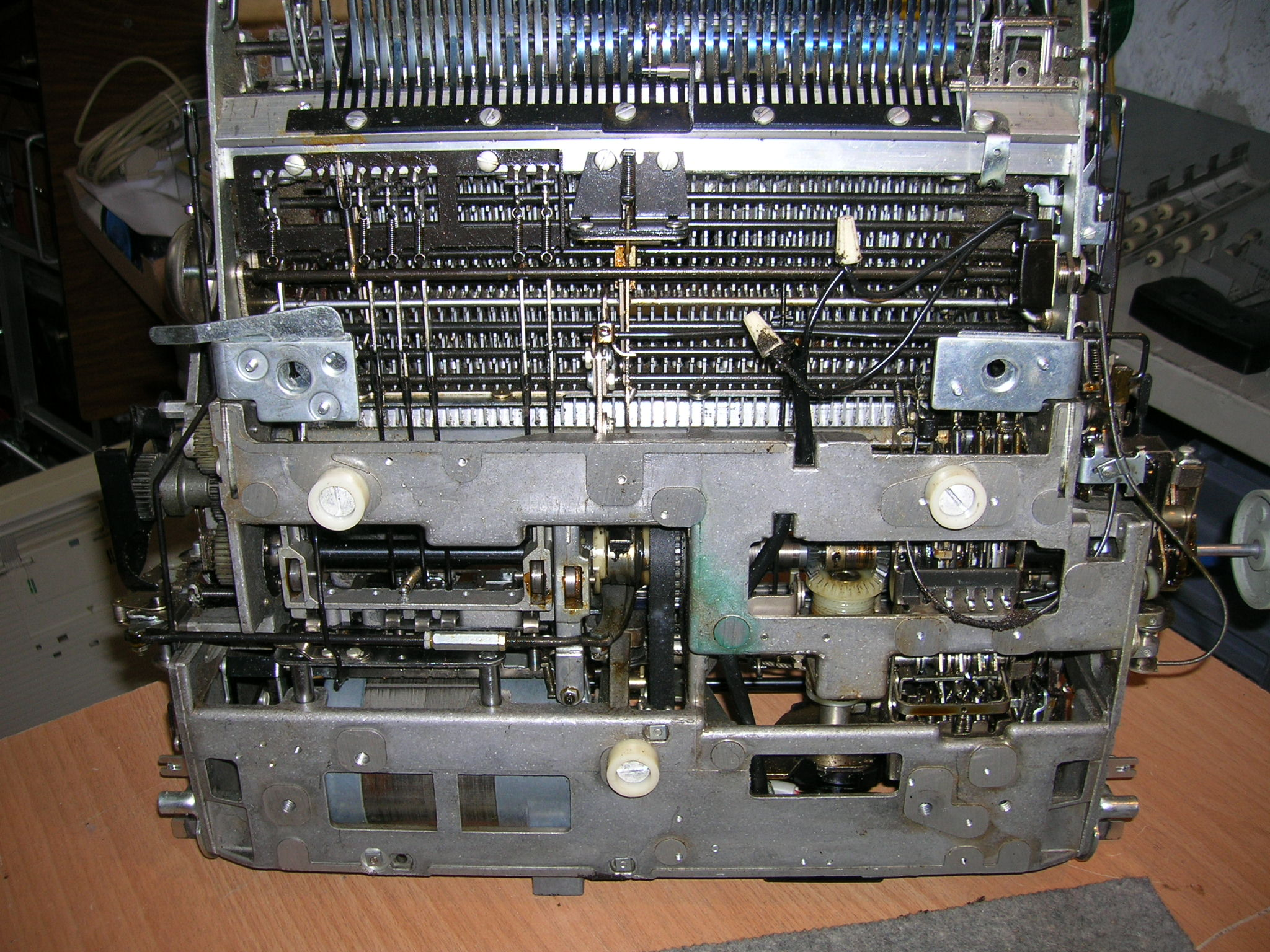
(Image 1) Vue générale de dessous, sans la carrosserie.
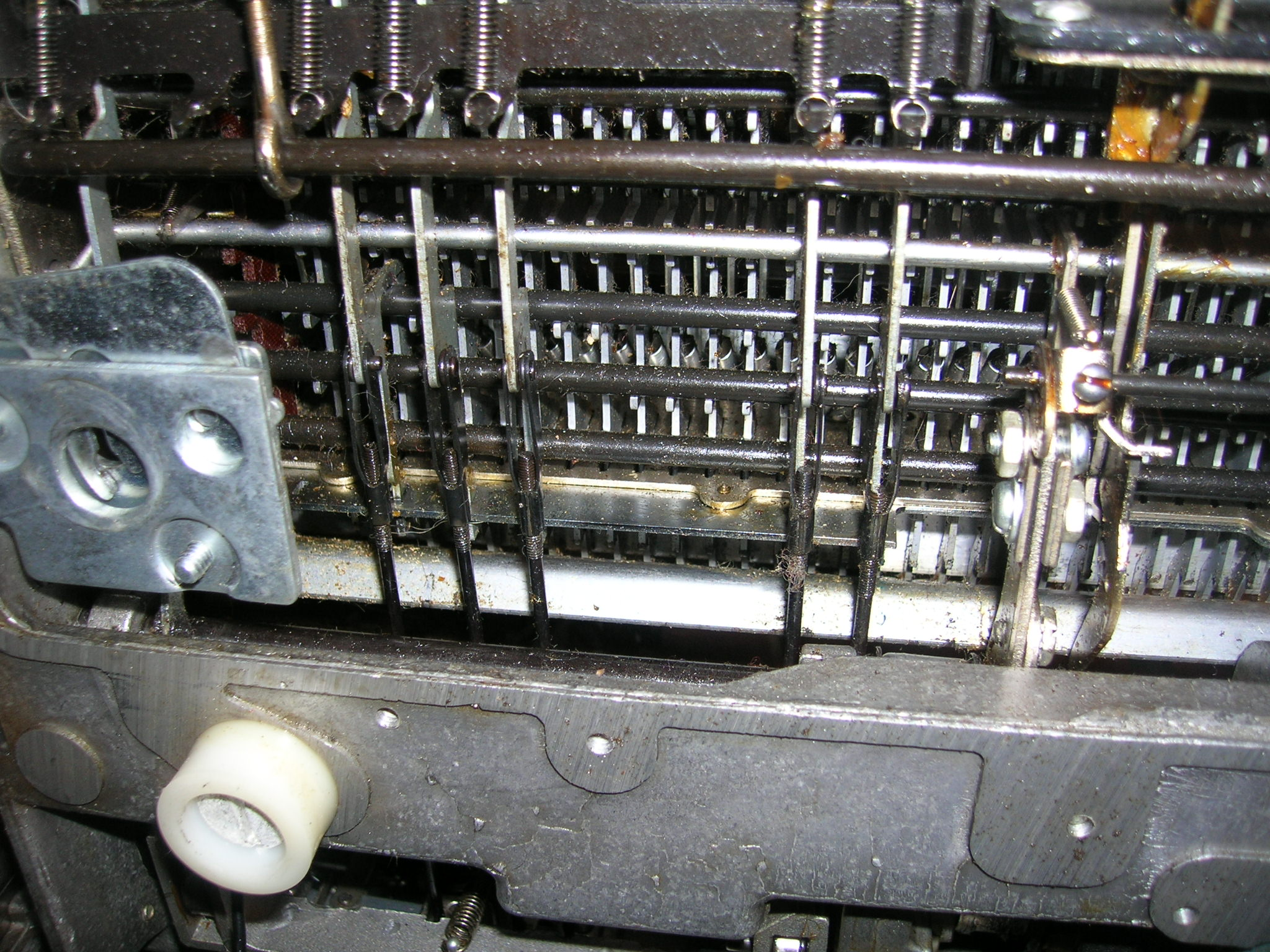
(Image 2) Interposer, sélecteurs et connecteurs du clavier.
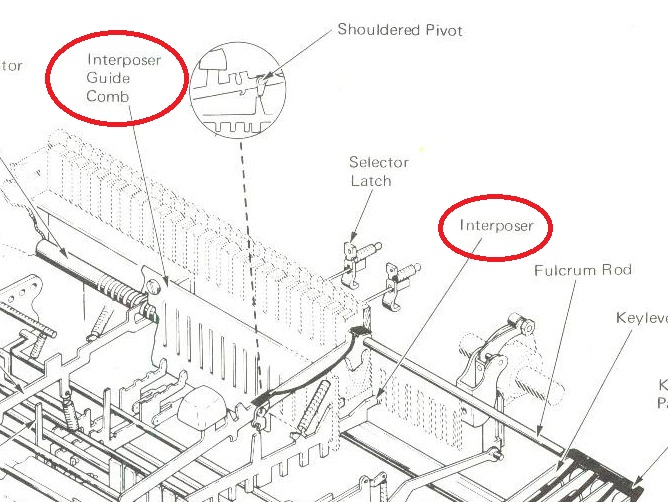
(Image/schéma 3) Intermédiaires de codage selon les touches du clavier.
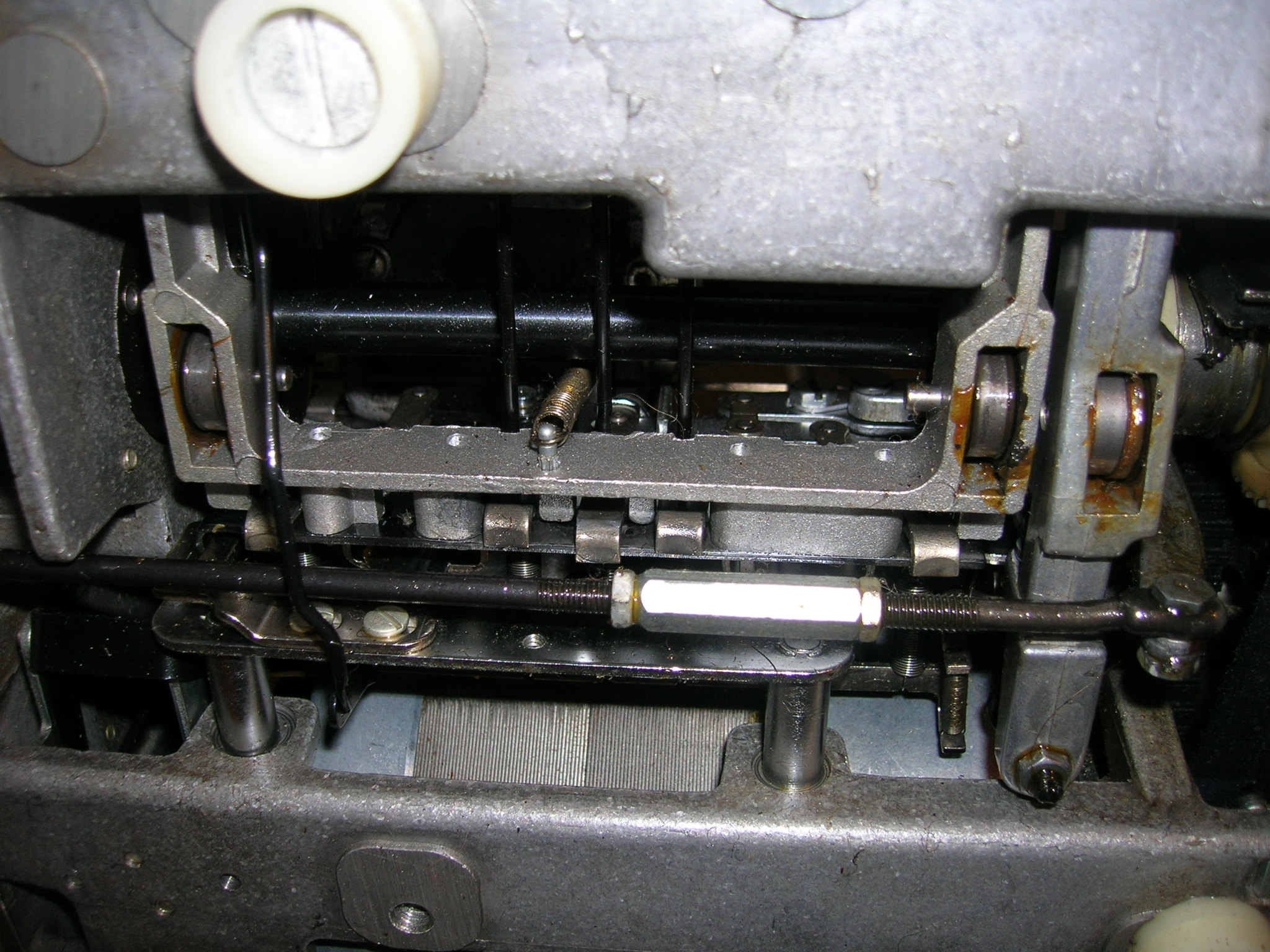
(Image 4) Loquets qui activent les connexions du balancier.
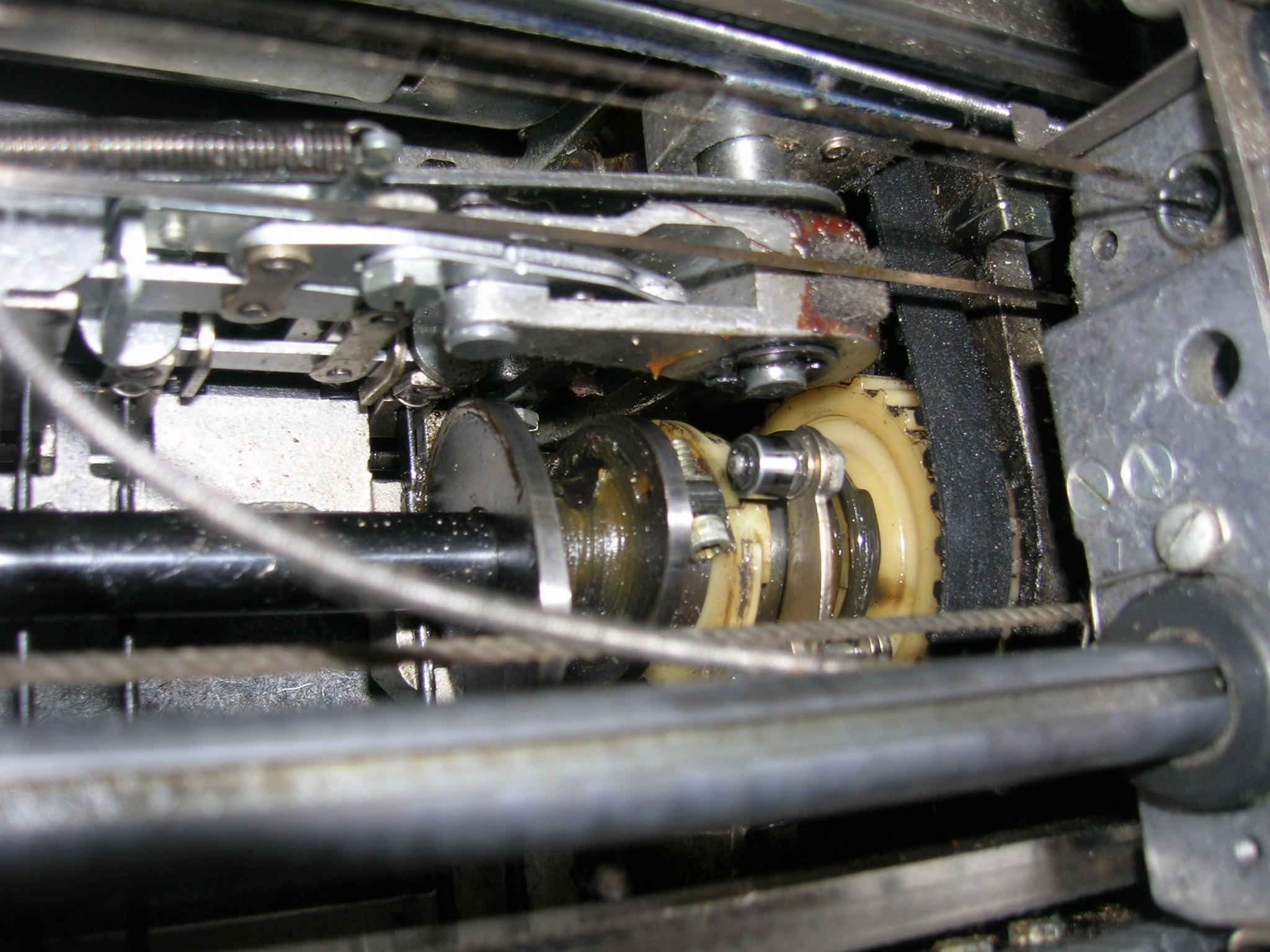
(Image 5) Balancier et arbre à cames.
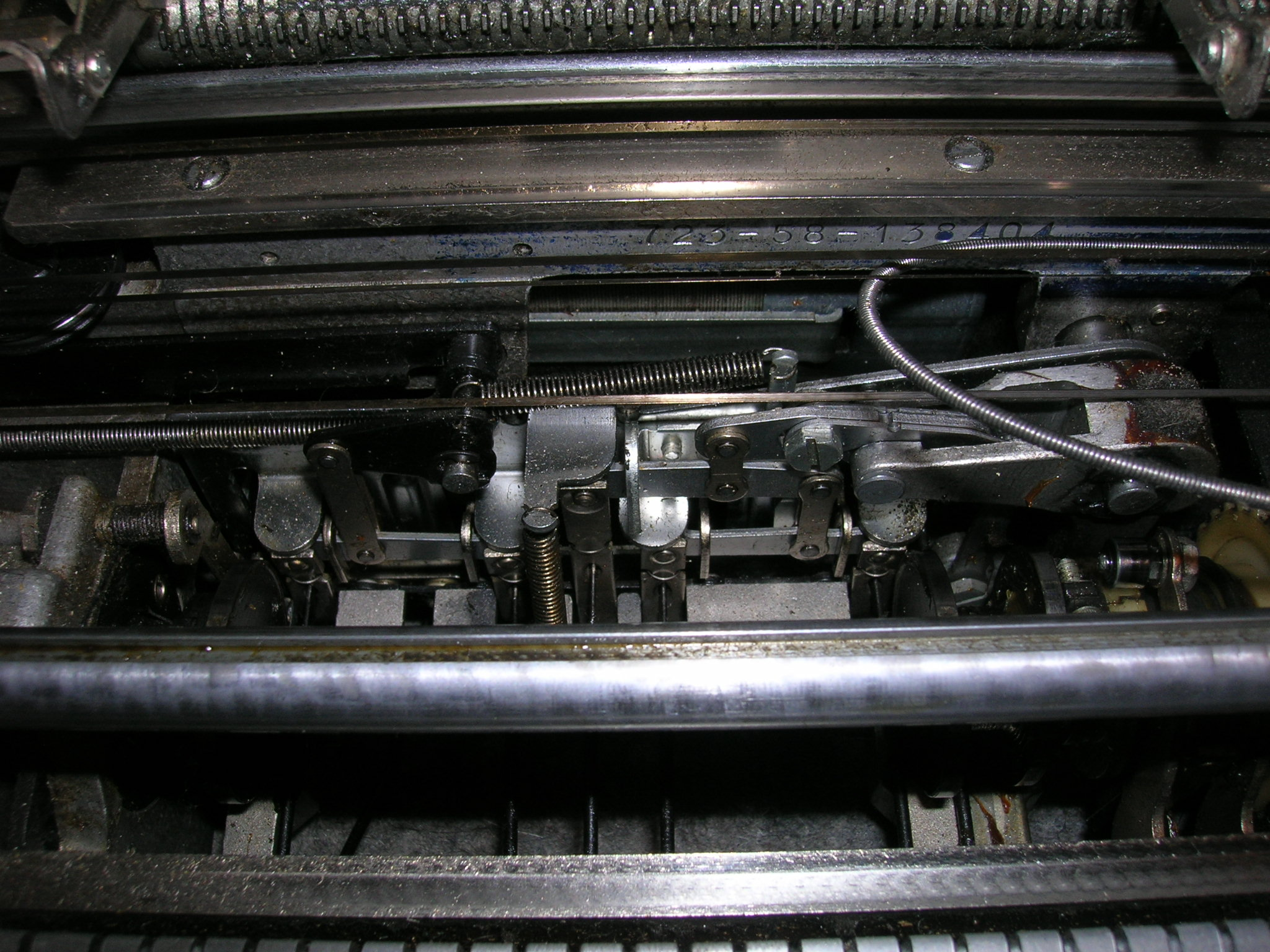
(Image 6) Balancier ou whiffletree.

Ces six links aboutissent chacun à un loquet (latch) (Image 4). Suivant que le ou les loquets sont activés ou pas, ils vont plus ou moins tirer sur un balancier nommé whiffletree, que l'on entrevoit dans l'Image 5 et 6.
- 2 de ses tringles et loquets sont pour donner la position en hauteur (tilt). Donc quatre possibilités du code binaire, pour quatre rangées sur la boule
- 4 de ses tringles et loquets sont pour donner la position sur la circonférence de la boule (rotate), qui a vingt-deux positions sur sa circonférence (onze du côté des minuscules et onze de celui des majuscules)

Pour passer de minuscule en majuscule, c'est un autre mécanisme qui génère la rotation voulue de la boule.

#### Le balancier ouwhiffletreeet les bras de développementtiltetrotate
L'image 7, montre un schéma de ce balancier ou whiffletree. L'image 8 est un dessin d'essai d'explication de ce balancier pour le positionnement tilt, donc pour les quatre possibilités de hauteur de la boule.
- (Image 7) (schéma) Le balancier ou whiffletree (film).

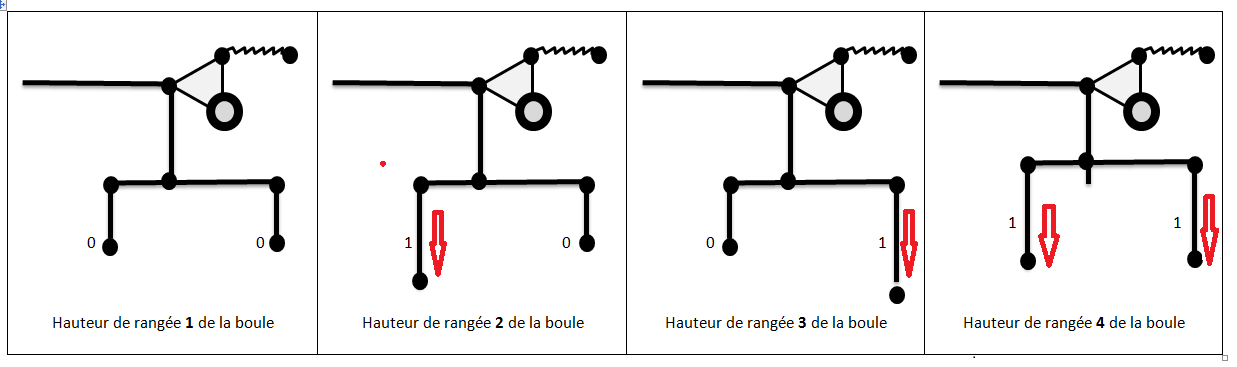
(Image 8/ dessin) Dessin explicatif du balancier intermédiaire entre clavier et la boule.
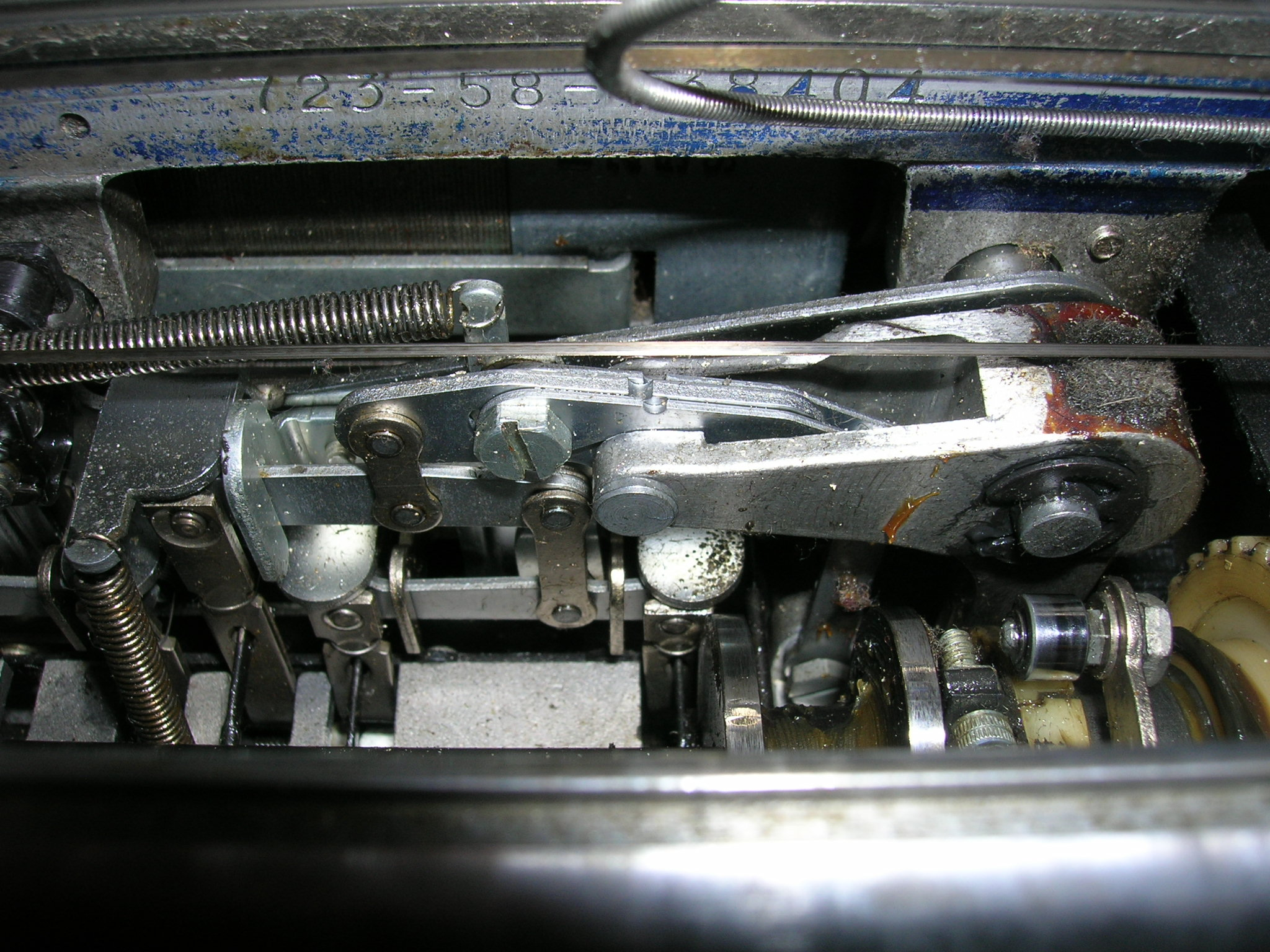
(Image 9) Balancier rapproché ou whiffletree.
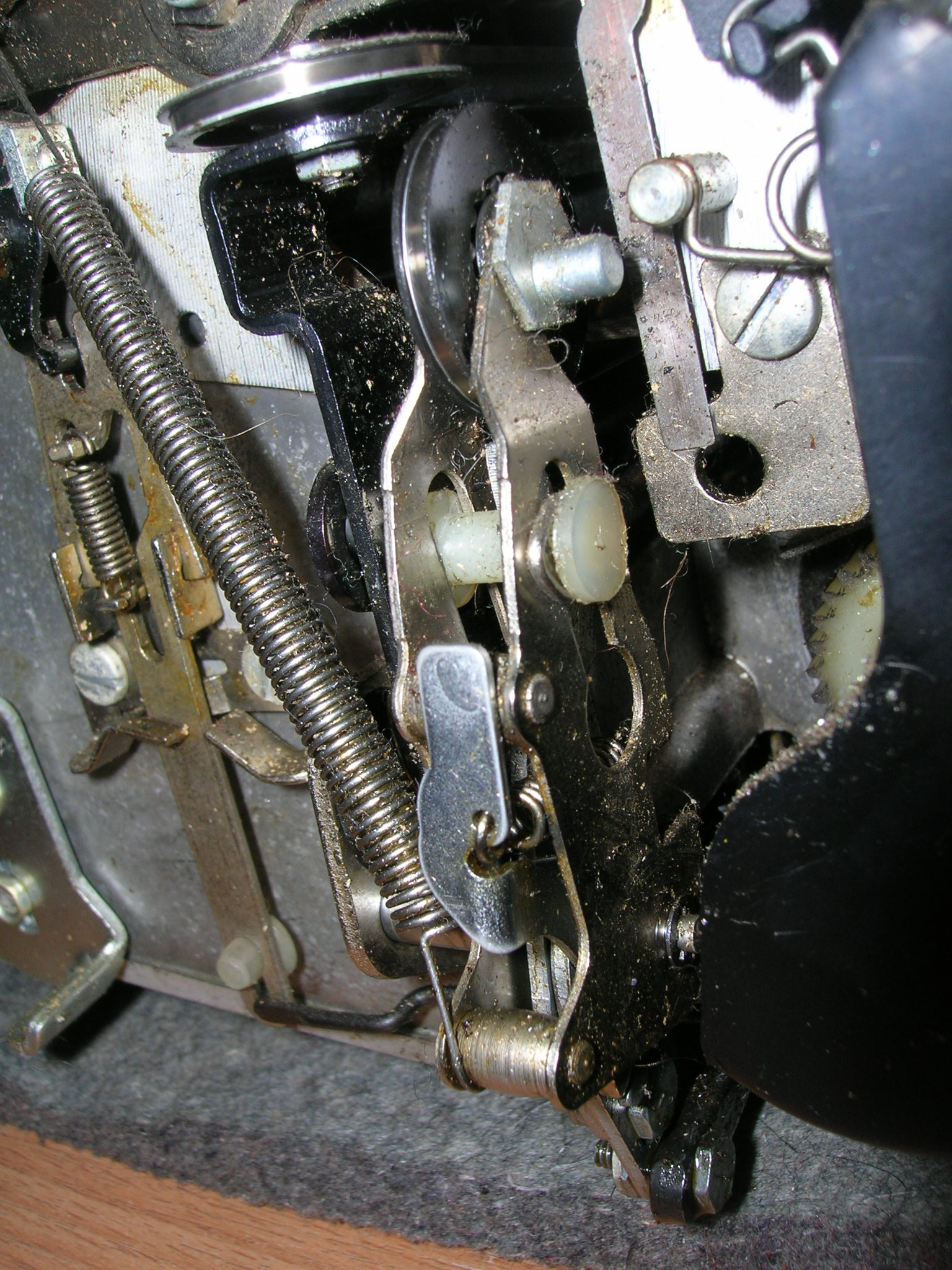
(Image 10) Bras articulés tilt et rotate en rapproché (à gauche de la machine).
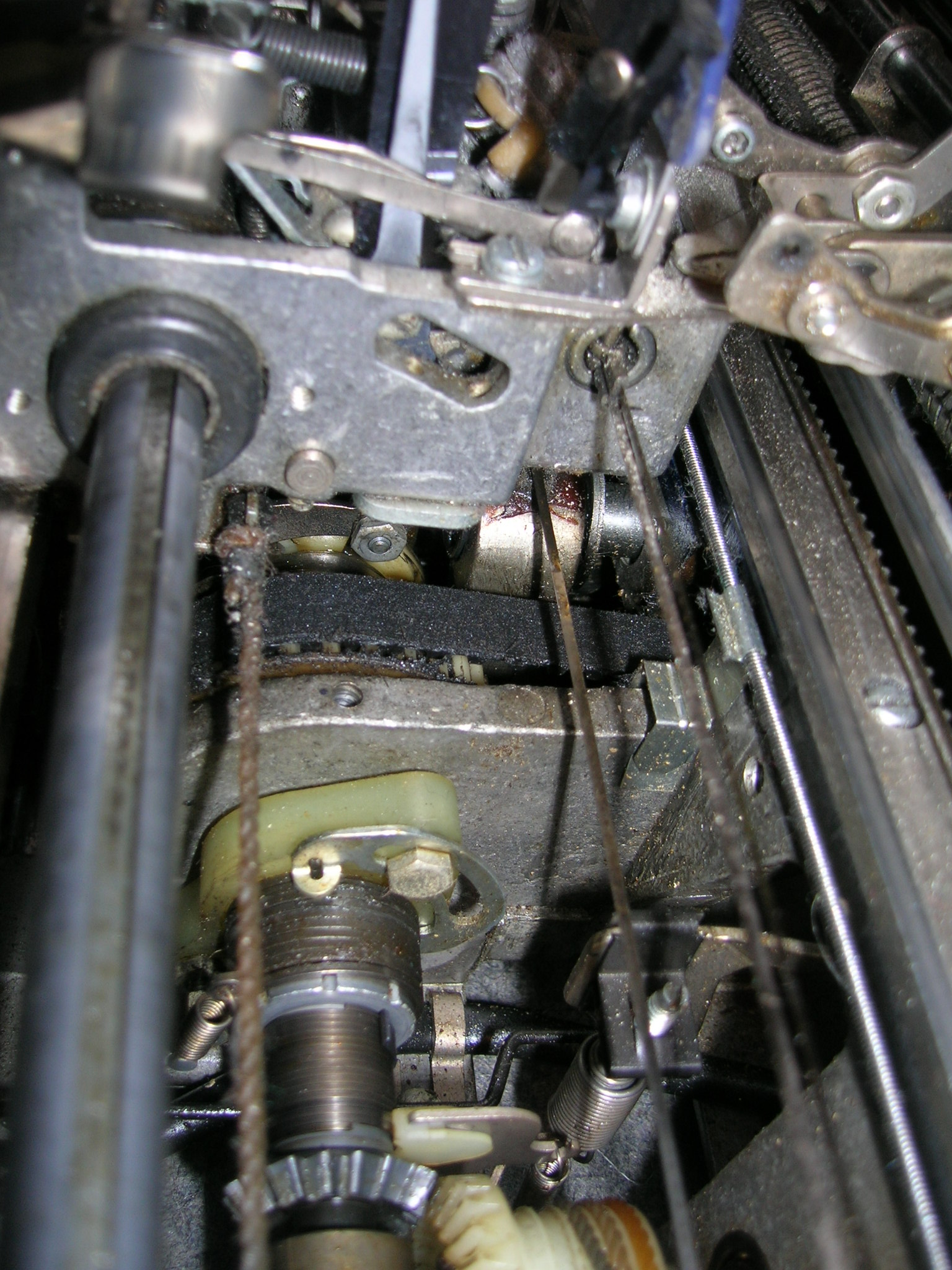
(Image 11) Arbre d'entraînement et d'impression, embrayages.
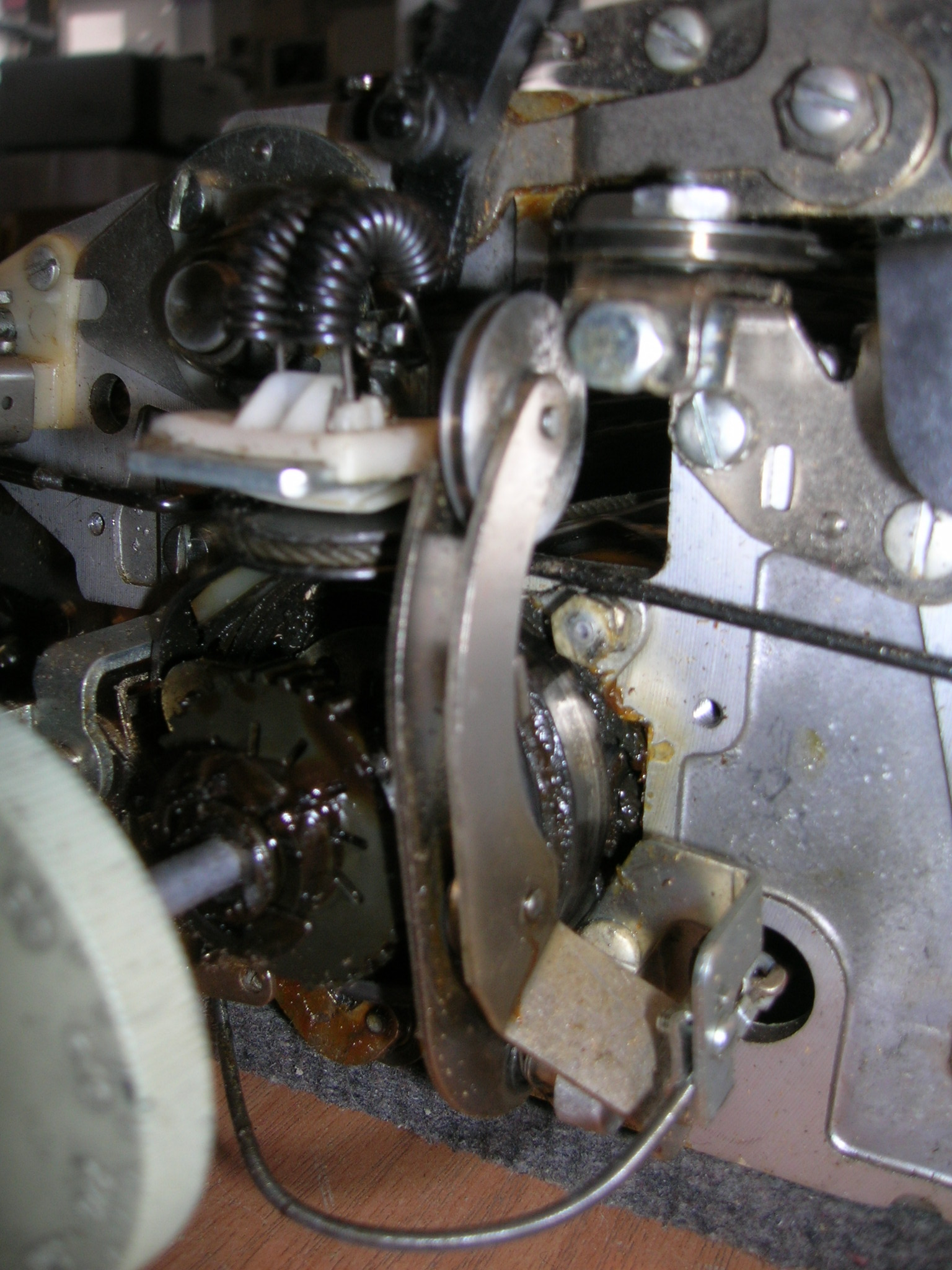
(Image 12) Mécanisme de la majuscule en gros plan (à droite de la machine).

Ce balancier (whiffletree) est donc composé de deux parties, activées par deux jeux de tringles ou link en langage IBM. Nous retrouvons notre code binaire à deux possibilités de « oui » ou de « non », ou de « tiré » ou « pas tiré ». Suivant que les loquets (latch) sont activés ou pas, ils vont se placer ou pas sous le balancier. Ces latch activés ou pas, de par l'effet d'une came tournante, que l'on voit sur l'Image 5, vont plus ou moins tirer la connexion résultante de ce balancier, qui va plus ou moins tirer sur un bras articulé (image 10). Ce bras articulé, terminé par une poulie, va tirer sur un câble métallique (tape) pour activer la rotation de la boule et la positionner face au caractère à frapper. On a une certaine vue de ces tapes dans l'image 5.

#### Du balancier à la tête d'impression
Donc ce balancier, suivant le codage qu'il reçoit, tirera plus ou moins sur une tringle de connexion. On voit la tringle pour la rotation sous l'image 4, avec ces trois écrous et contre-écrous de réglage. Sur l'image 6, on devine celle qui est plate en noir, qui active le mécanisme de hauteur. Ces deux mécanismes différents vont chacun activer en étirement un bras articulé (arm). Un bras pour la hauteur (tilt arm) et un autre pour la sélection sur la circonférence de la boule (rotate arm). On voit ces deux bras articulés avec leurs poulies, qui se trouvent sur la gauche de la machine, à l'image 10. Ces bras articulés vont plus ou moins tirer les câbles mentionnés tapes. Ces câbles sont raccordés au mécanisme de la boule, dans le chariot d'impression, à laquelle ils vont pouvoir donner le mouvement nécessaire pour positionner le bon caractère à imprimer (image 11, on voit les tapes).

#### Les majuscules et le positionnement du souligné sur la boule
Pour passer des majuscules aux minuscules, c'est un peu plus simple. Les majuscules sont d'un côté de la boule et les minuscules de l'autre. En appuyant sur la touche majuscule, on actionne un embrayage qui actionne une came située sur le côté droit de la machine (image 12). Celle-ci fait s'étirer un troisième bras articulé (shift arm), qui va appliquer une tension supplémentaire sur le câble tape rotate, afin de faire pivoter la boule de 180° supplémentaires.
Une autre particularité technique, est le souligné (ex. : _______). On aimerait qu'il soit le plus parfaitement rectiligne. Cette recherche d'un trait le plus beau possible est un des réglages courant d'entretien régulier de la machine par le technicien du service après-vente. Pour arriver au meilleur résultat possible, la solution trouvée par les concepteurs de la machine, a été de mettre ce caractère du souligné [_] à la position de base de la boule, le plus proche du papier. Cela signifie qu'elle va frapper ce caractère, sans devoir être activée en hauteur (tilt) ou en rotation (rotate).
Cependant, on verra plus loin qu'il faut aussi verrouiller cette boule dans sa position de frappe, envoyer l'impact de frappe et avancer le chariot transporteur d'un espace pour frapper le caractère suivant.

## Le chariot - ruban - verrouillage de la boule et déplacement

### Verrouillage de la boule
Pour que l'écriture se fasse proprement, il faut que la boule soit verrouillée, une fois le bon caractère placé face au papier sur lequel il va s'écrire. Sur l'image 15, on voit un gros plan du support de la boule (ring). Au centre de l'image 14, on voit le chariot d'impression avec au centre ce support. Sur son côté gauche du support de la tête, face à nous, on voit une petite crémaillère avec quatre dents (on voit surtout les deux premières). Devant ces dents on voit un petit axe articulé terminé par un ressort. C'est ce petit axe qui va se fixer dans la cavité entre les dents de la crémaillère, ce qui fait le verrouillage vertical. Sous les dents du support, on voit un axe arrondi articulé de couleur noir. Le bout à gauche de cet axe (on en devine le bout dans un peu de poussière blanche de papier), va se fixer dans une des encoches, entre les dents de la boule (image 16 : boule avec ses dents). Ce mécanisme verrouille la tête d'impression dans son emplacement en rotation.

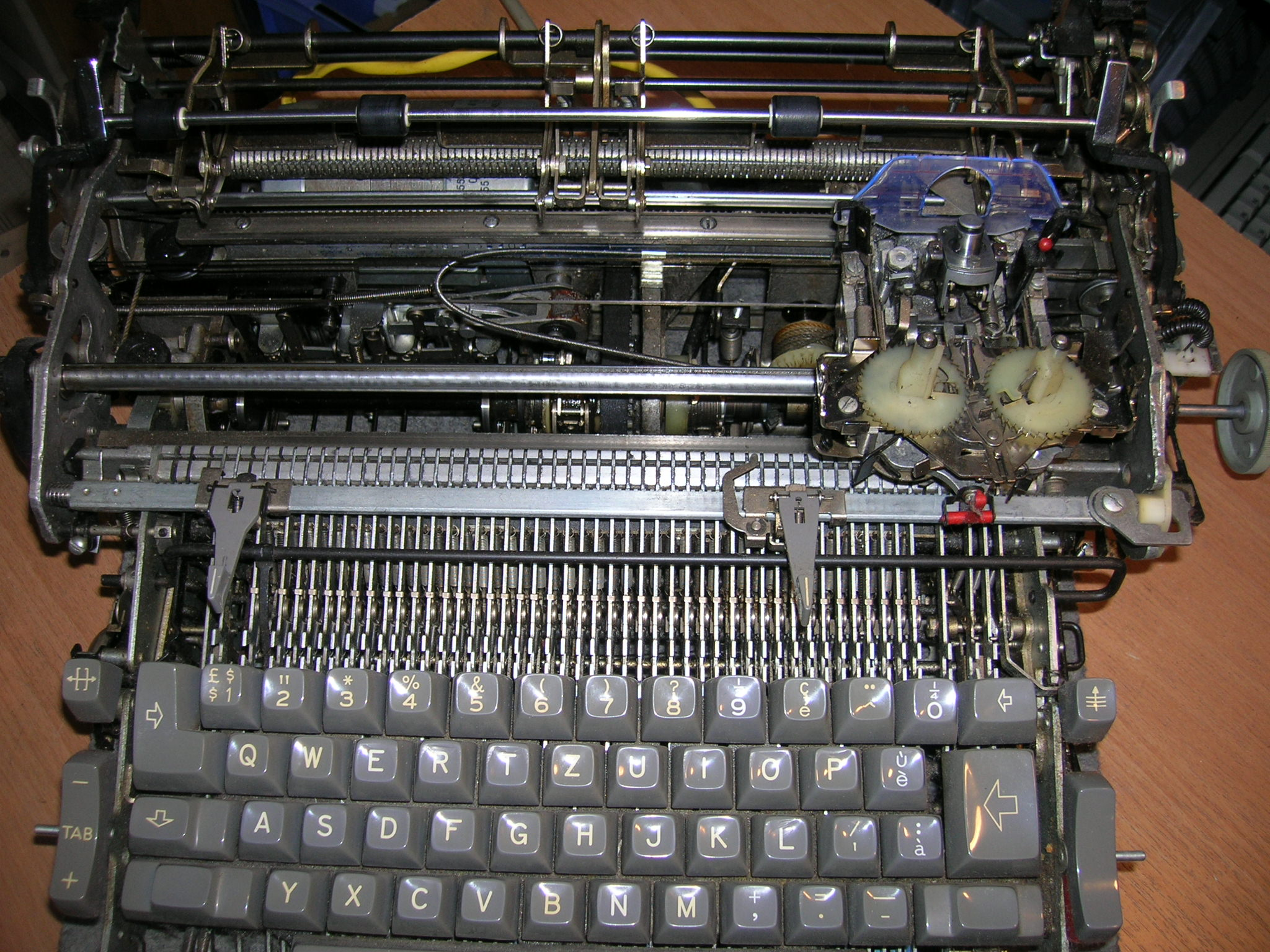
(Image 13) Sans carrosserie, chariot d'impression à droite.
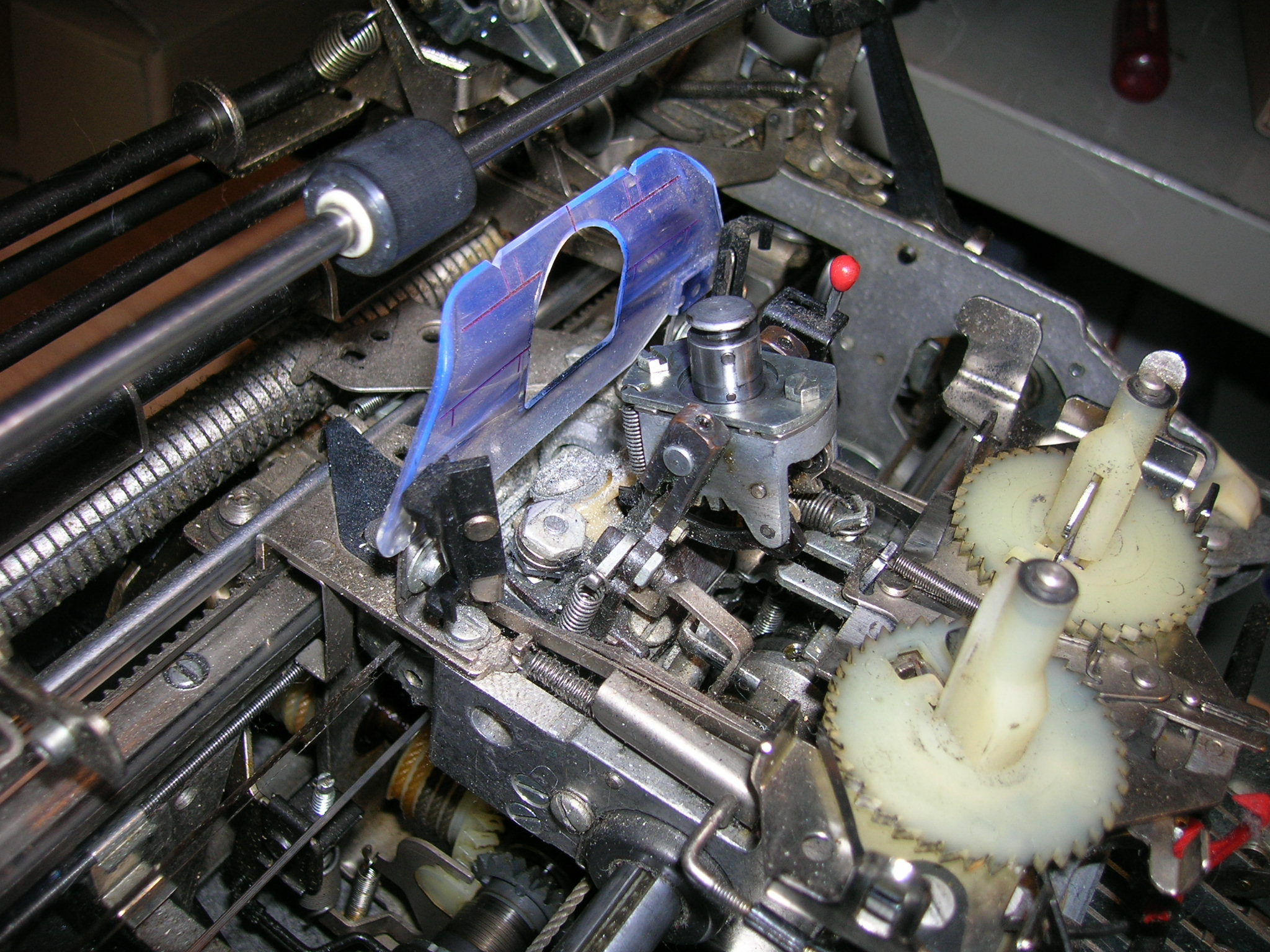
(Image 14) Mécanisme de la tête d'impression (boule).
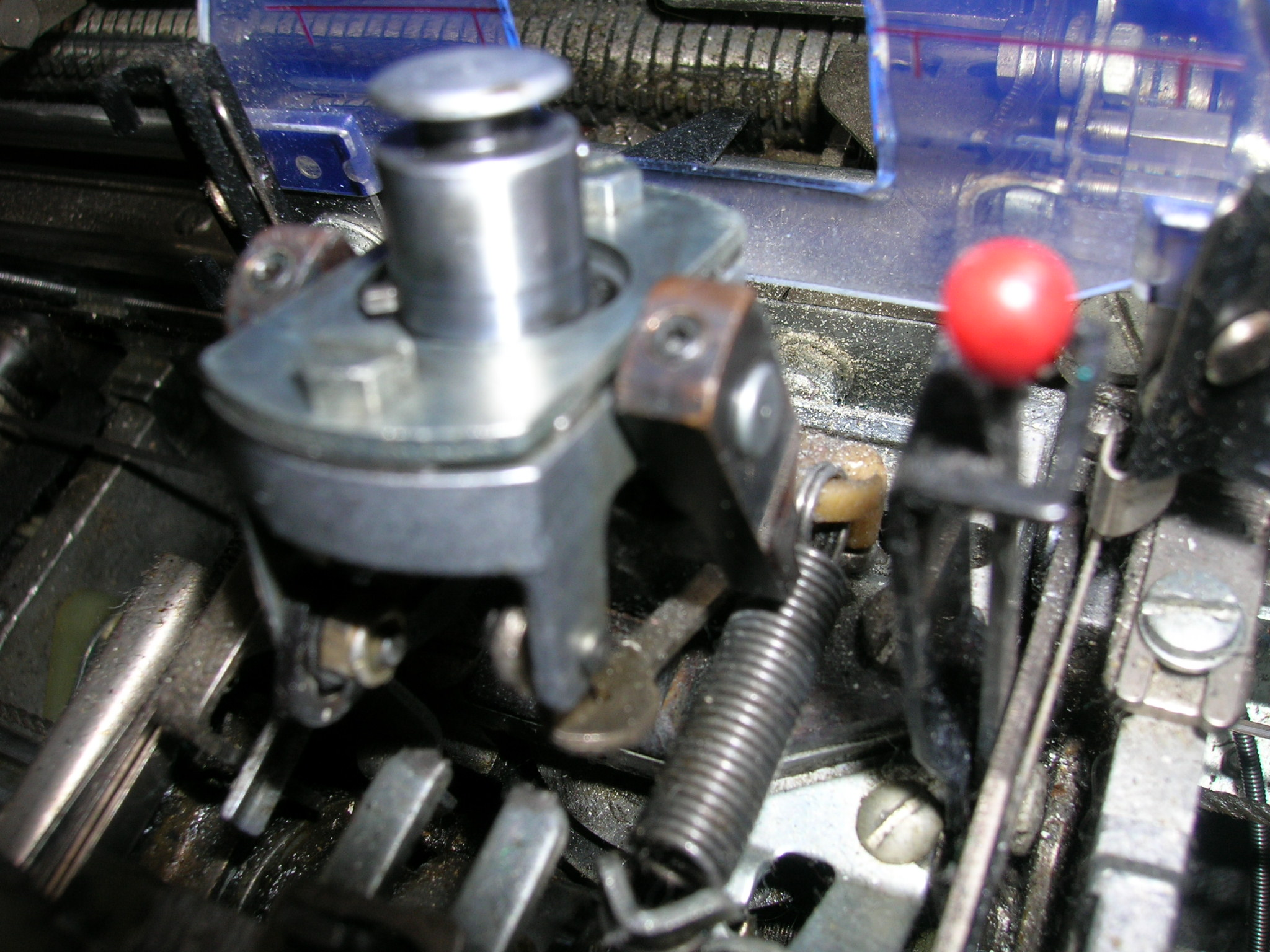
(Image 15) Support de la boule.
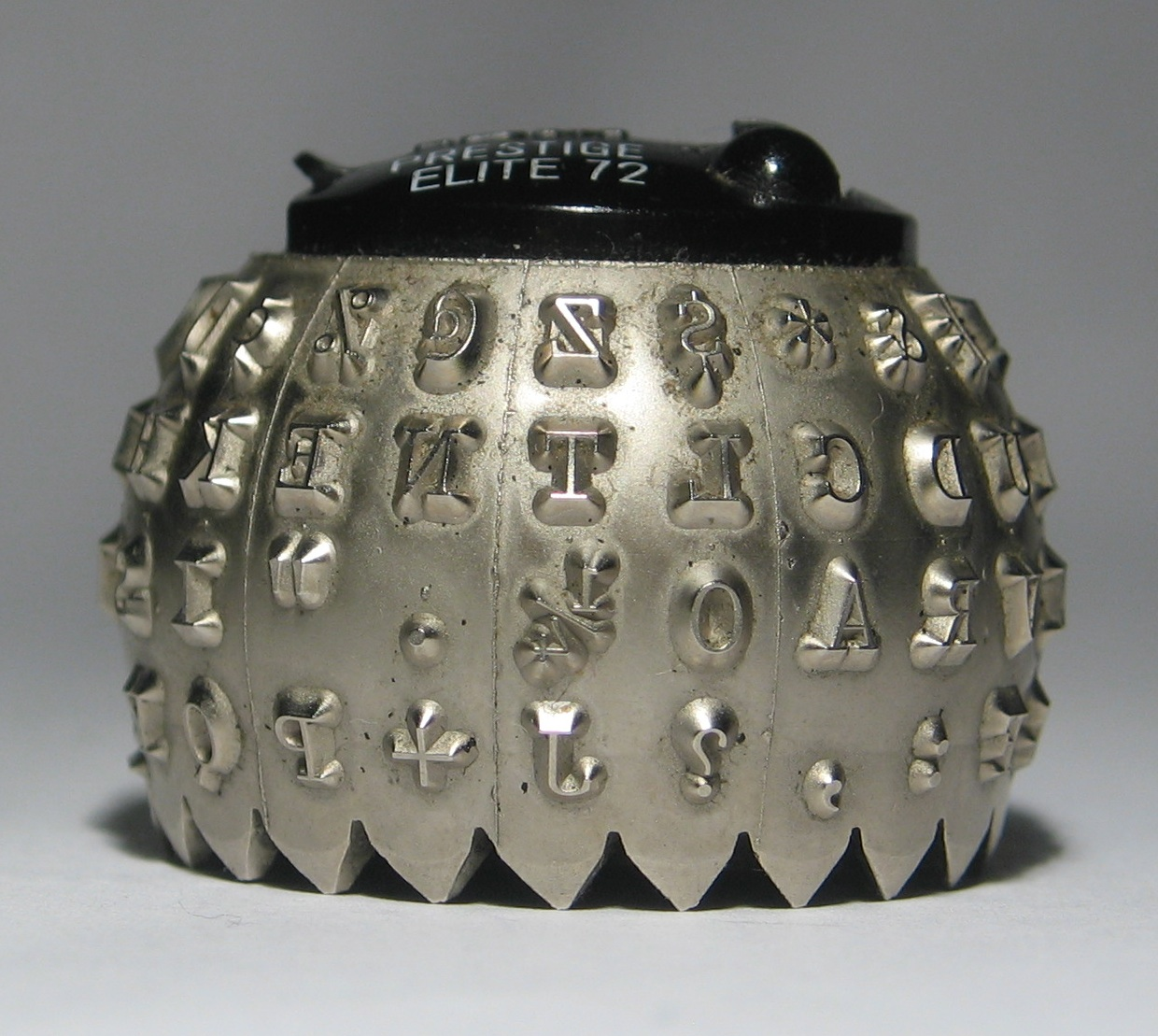
(Image 16) Boule : on voit les dents de verrouillage rotate.
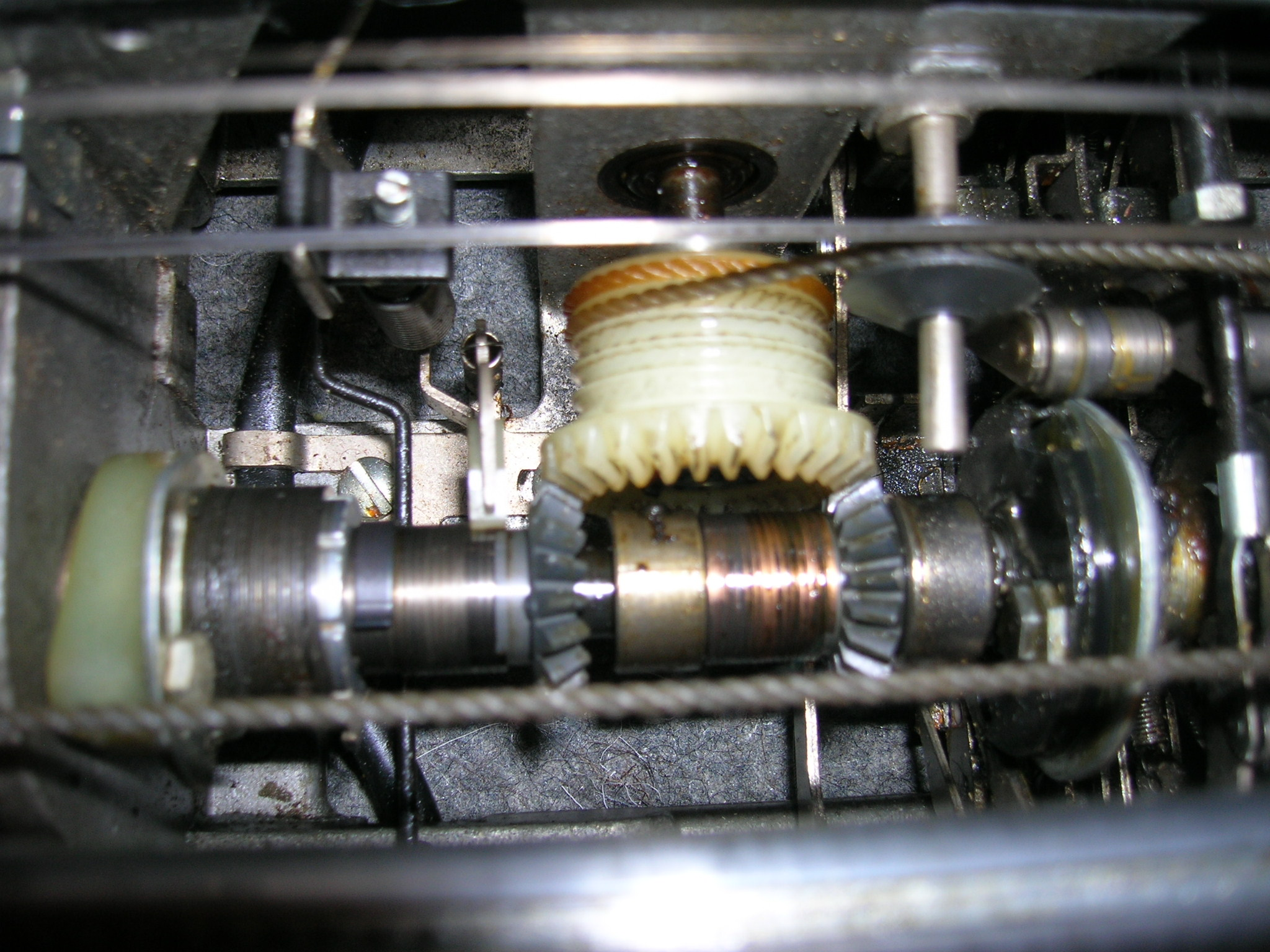
(Image 17) Embrayage à ressort et entraînement du chariot d'impression.

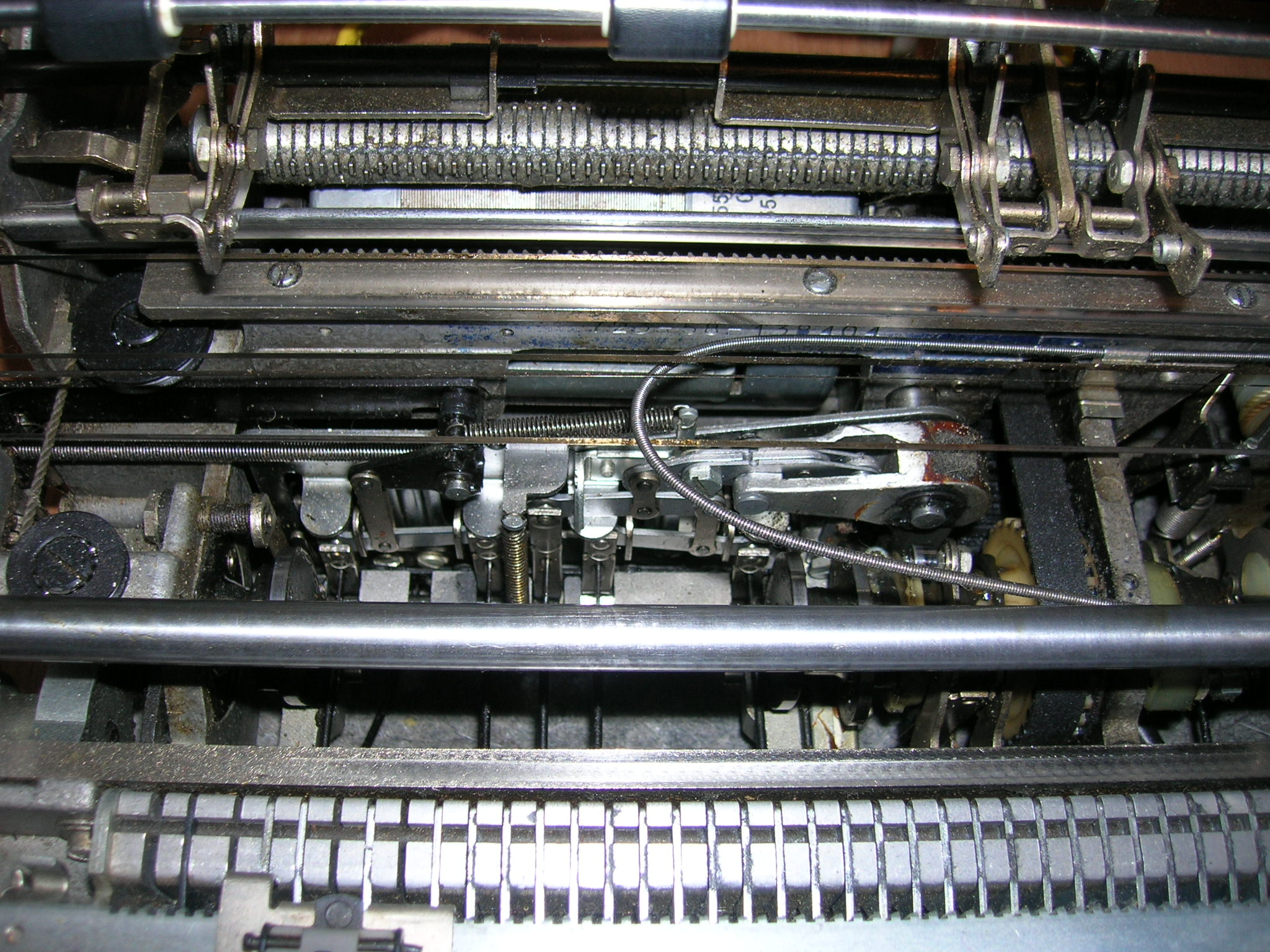
(Image 18) Balancier ou whiffletree avec la barre de loquets des tabulateurs.
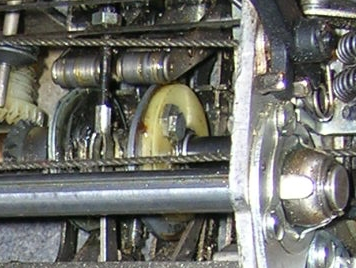
(Image 19) Deux cam Spacebar et Backspace.
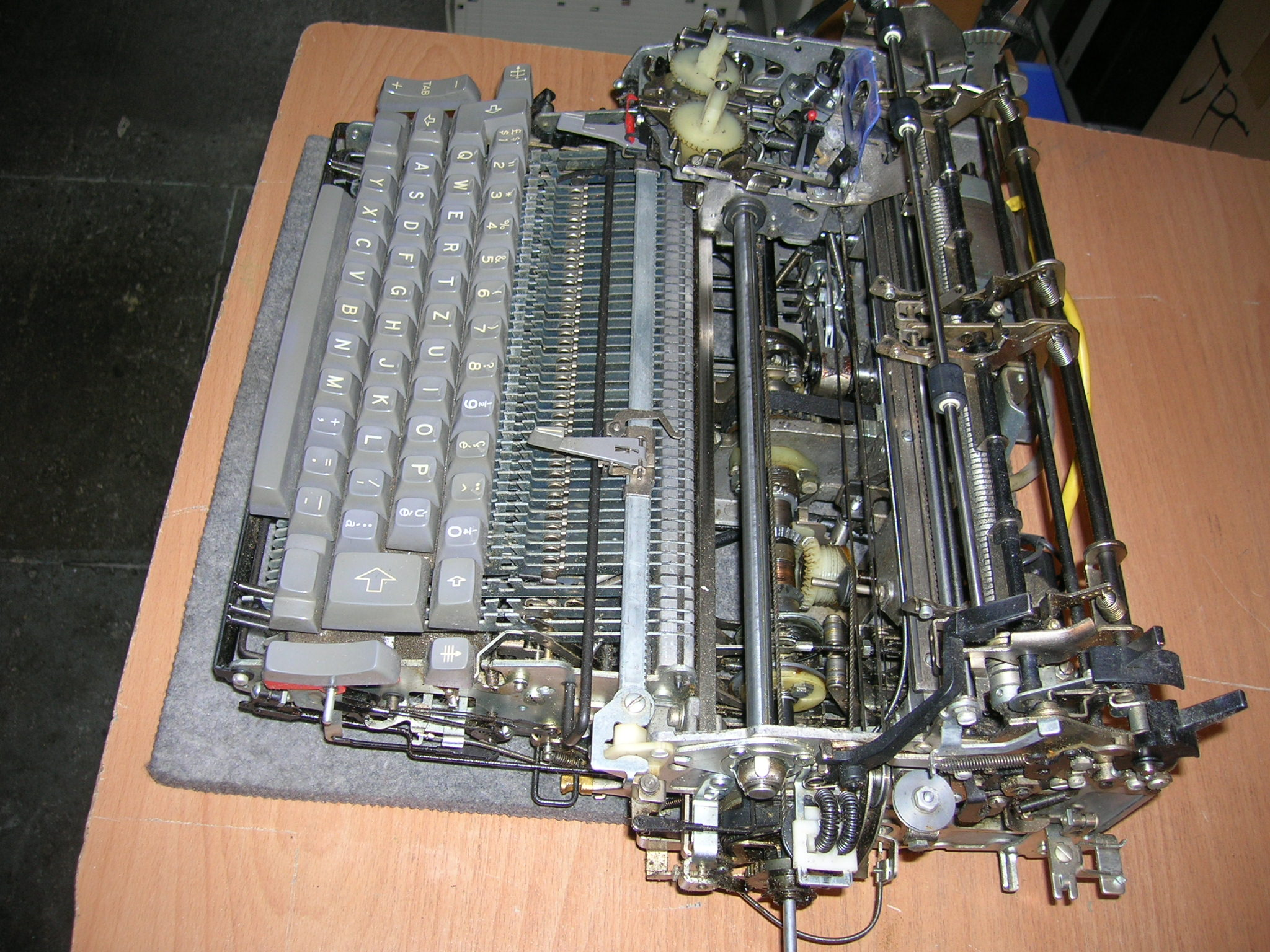
(Image 20) Sans carrosserie en vertical.
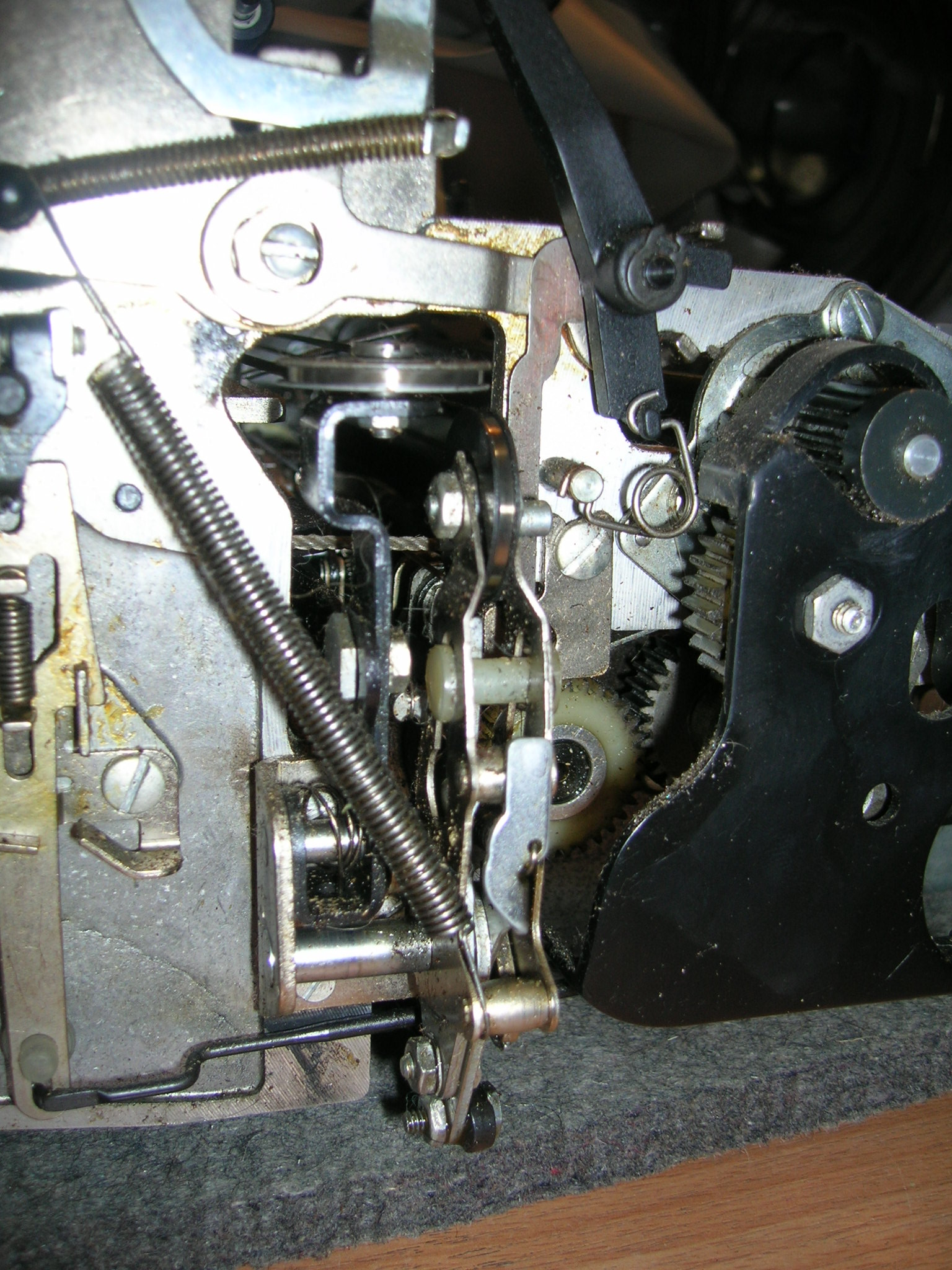
(Image 21) Bras articulés tilt et rotate et engrenages, à gauche (derrière le cache).

### Chariot et ruban
Comme on l'a remarqué, ce chariot support de la boule d'écriture, se déplace à l'intérieur de la machine. Son déplacement caractère par caractère, que ce soit dans le sens de l'écriture ou en arrière (Backspace, par exemple pour la correction), est à quelque chose près ce qu'on trouve déjà dans la technologie des machines à écrire à barres de caractères. Sur l'image 13, on voit le chariot d'écriture avec son support de la boule, qui se trouve à droite dans la machine. Les deux éléments ronds en plastique blanc dentelés sur les bords, sont les éléments d'entraînement du ruban encreur du modèle IBM 72. Sur le modèle 82 on trouve un nouveau mécanisme adaptés aux nouvelles cassettes rubans carbone et au processus du ruban correcteur automatique.

### Chariot d'impression ⇒ son déplacement latéral
L'image 17 donne une vue de l'axe d'entraînement du chariot de support de la boule. La poulie dentée en plastique blanc entraîne une des cordes qui tirent le chariot. Il y a une deuxième poulie, cachée à l'arrière, que l'on devine sur l'image 14, dessous à l'arrière du chariot. Sur cet axe, on voit au milieu un embrayage à ressort (spring-clutchs) de couleur légèrement orange et un peu plus sur la gauche autre de couleur gris. Suivant si ces embrayages sont activés, ils entraînent les roues crantées grise, qui font avancer le chariot dans un sens ou dans l'autre. Donc pour avancer avec la fonction de Retour à la ligne (qui va à gauche du papier) ou pour avancer jusqu'au prochain tabulateur (avance contre la droite). Ces embrayages sont activés ou pas, suivant s'ils sont serrés ou pas sur l'axe de transmission par un sabot. Sur la droite de l'embrayage gris (image 17), on voit sur son arrière un sabot plastique blanc. Si celui-ci est activé il s'appuie sur l'embrayage, de ce fait il le serre et le rend solidaire de l'axe et de ce fait actionne la roue dentée grise, qui fera tourner la poulie blanche dans un sens. L'embrayage rouge la fera tourner dans l'autre sens.
À droite de cette image 17, on voit une came ronde métallique. Sur l'image 19, on voit ces deux cames dans leur ensemble. Celles-ci interviennent pour le déplacement caractère par caractère du chariot, que ce soit lors de la frappe ou en espaces [Barre d'espace ou Spacebar] ou en [Espace arrière ou Backspace] ou encore lors de la correction.

#### La touche morte (^) et la Force de frappe
La « touche morte » est celle qui permet de frapper le circonflexe (ex. : ^). Cette touche se frappe en premier, mais dans ce cas le chariot de la machine n'avance pas (ce pourquoi on la nomme « la touche morte »). Elle attend que vous ayez frappé le caractère suivant, qui ira sous le circonflexe (ex. : tête).

#### Réglage de la force de frappe
Sur la droite de l'image 15 on voit un petit bouton rouge ; celui-ci sert à régler la force de frappe sur le papier.

#### Les tabulateurs
Sur l'image 18, on voit dans le fond de la machine, la barre transversale avec des taquets tous les cinq millimètres environ. Ce sont les taquets de tabulateurs. Si on regarde bien cette barre, le 7e taquet depuis la gauche est enclenché, c'est l'emplacement d'un tabulateur.
L'image 20 nous donne une autre vue latérale de l'intérieur de la machine.

## Service technique

### Réparation et entretien des machines

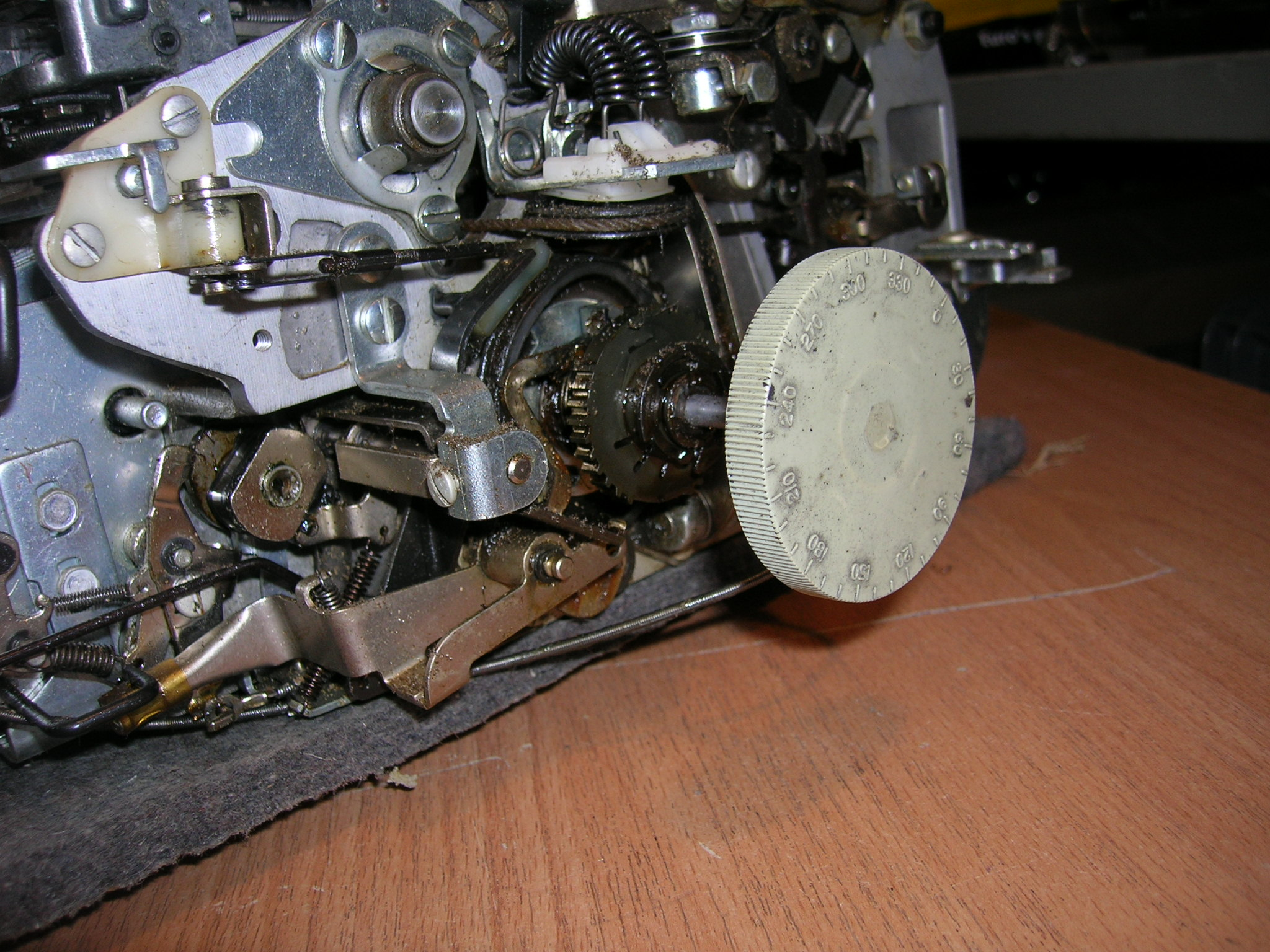
(Image 22) Molette de réglage du technicien et mécanisme de la majuscule, etc.

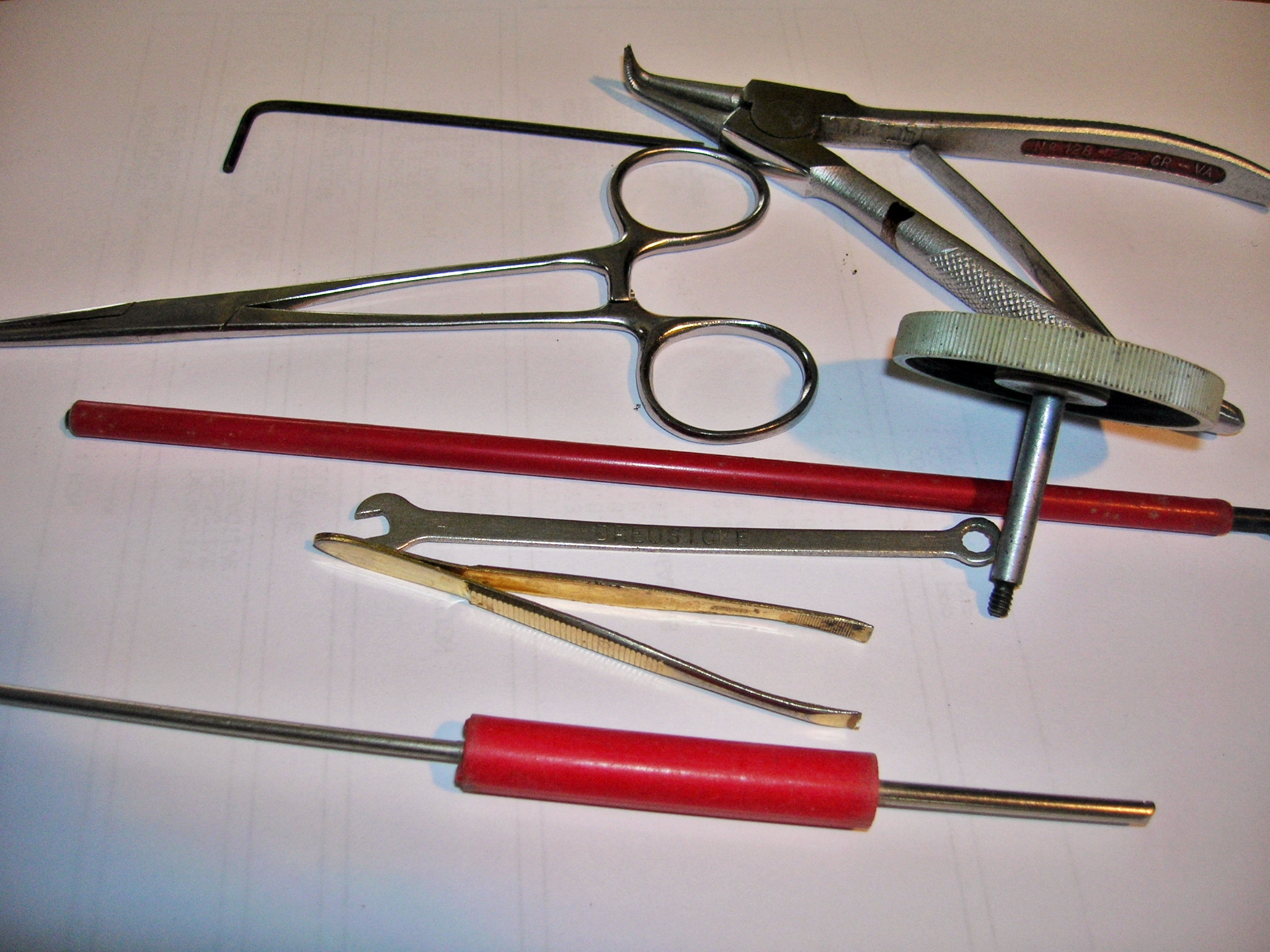
(Image 23) Quelques outils spéciaux du technicien.

Pour contrôler et affiner les réglages, il faut pouvoir activer lentement la mécanique des diverses fonctions. Sur l'image 22, on voit la mollette que le technicien a fixée sur la droite de l'arbre de transmission principal, afin de pouvoir faire tourner manuellement et lentement le mécanisme.
Pour réparer cette machine, il fallait des petits outils, comme une  clé à fourche, des clés Allen,  une pince brucelles, un crochet à ressort, une pince à circlips, des pinces etc. Sur l'image 23, on voit quelques-uns de ces outils spéciaux pour la petite mécanique.
Les pas ou format des vis, vis imbus et écrous sont au format américain, nommé SAE ou système Sellers. Du fait que ces outils, vis, pièces de rechange et informations techniques n'étaient pas ordinairement disponibles dans le commerce courant, les clients étaient presque amenés à recourir aux services de la société IBM pour l'entretien et les réparations.

### Service après-vente, réparation et entretien
La société IBM proposait un contrat de service technique tout inclus. Ce service comprenait les réparations, les pièces de rechange, les déplacements et un ou deux services d'entretien par année. Selon le type de bris ou de casse, la société décidait si elle honorait ou non le contrat en changeant gratuitement la pièce. Par exemple : si une dent de la boule était usée, cela provenait généralement d'un déréglage du mécanisme et en ce cas la boule était changée gratuitement. Par contre, si une dent était cassée, cela provenait généralement du fait que l'utilisateur avait laissé tomber la boule. Il y avait aussi le cas d'un caractère cassé ou abîmé. Cela provenait généralement du fait que l'on avait mis du papier avec une agrafe métallique dans la machine et que la machine avait frappé (écrit) sur cette agrafe et de ce fait endommagé un caractère de la boule. Ces deux derniers cas étaient considérés de cas en cas, à savoir si le remplacement de la boule était gratuit ou à la charge du client.
La société IBM mettait une grande importance commerciale sur son temps d'intervention. Elle avait mis en place un système de communication entre les techniciens et la base, qui faisait que la rapidité d'intervention de ce service se démarquait fortement vis-à-vis de la concurrence. Ces communications passaient dans les premières années par des contacts téléphoniques réguliers que devait avoir le technicien avec la secrétaire-téléphoniste responsable. Par la suite, ce fut au moyen d'une petite radio dont était équipé chaque technicien.
Chaque technicien avait dans sa valise un jeu de pièces de rechange, étudié en relation avec celles qui étaient le plus couramment utilisées, que ce soit dans l'entretien courant ou pour les réparations. Cependant, si une pièce manquait et qu'il la fallait dans l'urgence, un responsable de la société pouvait l'amener chez le client ou la faire livrer par un taxi. Il y avait des cas où la pièce n'était pas en stock à l'agence régionale. En ce cas, elle était commandée en express au stock central du pays et était disponible chez le client dans l'espace de quelques heures.

## Nomenclature IBM
Les informations et termes techniques étaient surtout basés sur les termes en anglais. La documentation en anglais était basée sur environ 300 mots de cette langue, que le technicien était encouragé à connaître. Les pièces étaient généralement toutes nommées en anglais, ce qui signifiait que le personnel parlait de « tilt », « rotate », « clutch », « tape », « spring », etc., sans forcément en connaître le nom correspondant en français.
Quelques mots de cette nomenclature de la machine IBM à boule, en anglais avec un essai de traduction :
- « keyboard » : clavier ;
- « backspace » : espacement arrière ;
- « spacebar » : barre d'espace ;
- « carriage return » : retour chariot ;
- « shift » : majuscule ;
- « tilt » : élévation en hauteur (littéralement : inclinaison) ;
- « rotate » : rotation dans le sens circonférentiel ;
- « tape » : câble métallique plat ;
- « typewriter » : machine à écrire ;
- « shaft » : arbre de transmission ;
- « arm » : bras articulé ;
- « latch » : loquet ;
- « ring » : support de tête ;
- « interpose » : éléments de codage mécanique sous chaque touche clavier ;
- « crosswise bars » : barres transversale (sous interposer) ;
- « link » : tringles de connexion ;
- « clutch » : embrayage ;
- « spring » : ressort ;
- « spring clutch » : embrayage à ressort sur un axe.